# Christina Piper
Christina Piper, född Törne 1 januari 1673 i Stockholm, död 25 mars 1752 på Krageholms slott i Skåne, var en svensk grevinna, godsägare, byggherre, företagsledare, entreprenör och affärskvinna. Genom sitt äktenskap med greve Carl Piper, en av kung Karl XII:s närmaste rådgivare, hade Christina en framträdande position vid det svenska hovet och spelade en viktig politisk roll. Hon använde sitt nätverk för att påverka utnämningar och politiska beslut, vilket gjorde henne till en mäktig aktör vid sidan av sin make. Efter att Carl Piper tagits till fånga vid slaget vid Poltava 1709 och sedermera avlidit i rysk fångenskap 1716, tog Christina ensam över familjen Pipers omfattande egendomar och fortsatte att expandera sitt inflytande.
Christina var en skicklig affärskvinna och entreprenör, särskilt känd för att ha utvecklat Andrarums alunbruk i Skåne till regionens största industri. Under hennes ledning sysselsatte bruket hundratals arbetare och blev en viktig ekonomisk kraft. Hennes förmåga att köpa upp godsegendomar från den skånska adeln, som var ekonomiskt sargad efter stora nordiska kriget, bidrog till att hon kunde skapa ett eget ekonomiskt imperium. Hon såg till att förbättra arbetsvillkoren för sina anställda och grundade bland annat skolor och sjukhus för att stödja de som arbetade på hennes marker. Hennes omfattande byggprojekt, inklusive Krageholms slott och Christinehofs slott, har lämnat bestående avtryck i skånsk byggnadshistoria.
Vid sin död 1752 överlämnade hon sitt imperium till sonen Carl Fredrik Piper och instiftade fyra fideikommisser åt sina övriga barn och barnbarn. Christina var en framgångsrik entreprenör och godsägare som trots samhällets begränsningar för kvinnor på 1700-talet lyckades bygga ett industriimperium inom jordbruk, handel och industri. Hon navigerade inom patriarkala strukturer utan att utmana dem direkt, men hennes ekonomiska framgångar, investeringar och strategiska förmåga gjorde henne till en av sin tids mest inflytelserika och förmögna kvinnor.

## Härkomst och giftermål (1673–1690)
Christina Olofsdotter Törne föddes den 1 januari 1673 i Stockholm. Hon var äldsta barnet till Margareta Andersén och Stockholms borgmästare och kommerseråd Olof Hansson Törne. Fadern åtnjöt en stor förmögenhet som kom från hans omfattande handel och ägande av 73 större och mindre handelsfartyg samt betydande bruks- och lantegendomar. Christina växte upp med sina systrar på Kindstugatan 4 i Gamla stan. Ingenting är känt om hennes barndom. Fadern adlades år 1698 och tog namnet Törnflycht. Christina har ibland felaktigt kallats Törnflycht själv, trots att hon gifte sig åtta år innan hennes far hade fått det namnet, och alltså aldrig bar det själv.
Hennes farmor tillhörde släkten Hising och var ättling till ärkebiskop Petrus Kenicius släktkrets från Bureätten, och hennes mor Margareta Andersén ska enligt genealogen Gabriel Anreps ättartavlor ha varit av skotsk adlig börd; Margareta Andersens far Tomas Andersen var handlande i Stockholm och brodern adlades med namnet Blixenstierna. I Christinas syskonskara fanns systrarna Inga Törnflycht, Margareta Törnflycht och Anna Maria Törnflycht samt bröderna Olof Törnflycht och Michael Törnflycht, som båda blev friherrar 1719 och grevar 1731.
Christinas far Olof Hansson Törne var en stark anhängare av kvinnors rätt till arvsrätt och hade varit involverad i lagkommissionen som föreslog att kvinnor, oavsett stånd, skulle ha samma arvsrätt som män. Christina, som den äldsta dottern, var därför en viktig arvinge och hon fick ett stort ekonomiskt ansvar genom ett framtida äktenskap. Hennes far och mor hade genom deras förmögenhet och affärsverksamhet skapat en stabil grund för hennes framtid, och Carl Piper, som hade gjort en karriär inom statsförvaltningen och fått en adlig titel, gifte sig med Christina för att stärka sin position. Christina var en eftertraktad brud och genom detta äktenskap fick Carl en stabil ekonomisk bas som stöttade hans fortsatta karriär.

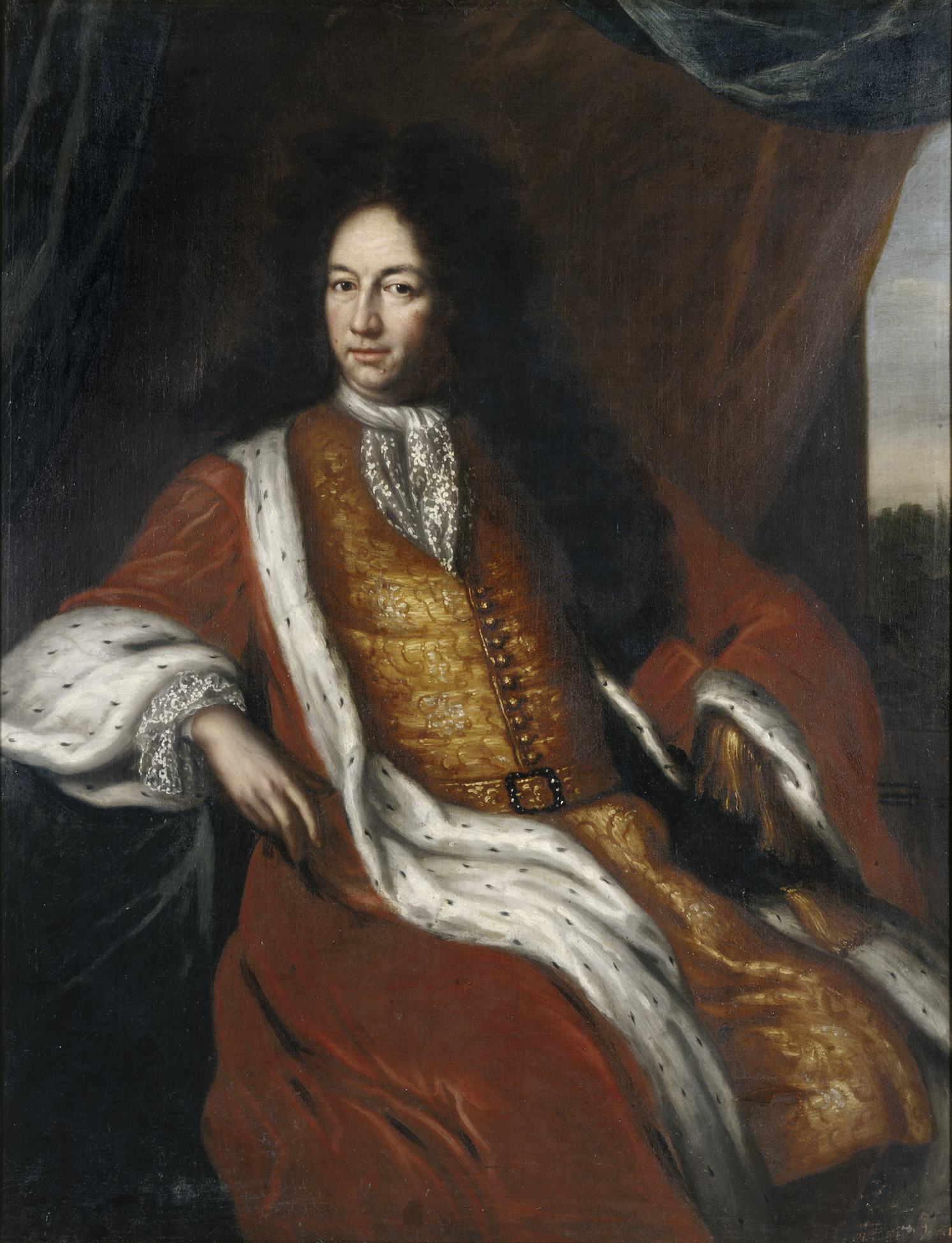
Christinas make, greve Carl Piper. Porträtt av David Kock, efter originalmålning av David Klöcker Ehrenstrahl.

Christina Törne var sjutton år när hon den 13 februari 1690 i Storkyrkan i Stockholm gifte sig med den 43-årige statssekreteraren och kanslirådet Carl Piper, som var styvbror till Christinas far. Vigseln förrättades av församlingens kyrkoherde Matthias Iser, men det finns inte mycket dokumenterat om själva ceremonin. Eftersom både Christinas och Carl Pipers familjer var välbeställda borgare kan man anta att bröllopet var ett stort och betydelsefullt tillfälle. Äktenskapet var inte baserat på kärlek, utan snarare ett resonemangsparti för att stärka familjernas ekonomiska och sociala positioner, vilket var vanligt bland rika köpmannasläkter. Hon blev stammoder till hela den svenska grevliga ätten Piper. Christina var en eftertraktad brud och fick, genom sitt äktenskap med Carl, en stabil ekonomisk bas som stöttade hans karriär. Carl Piper och Christina Olofsson Törne blev förutsättningar för varandras framgång. Genom sitt äktenskap etablerade de sig som en central kraft inom det svenska borgerskapet.

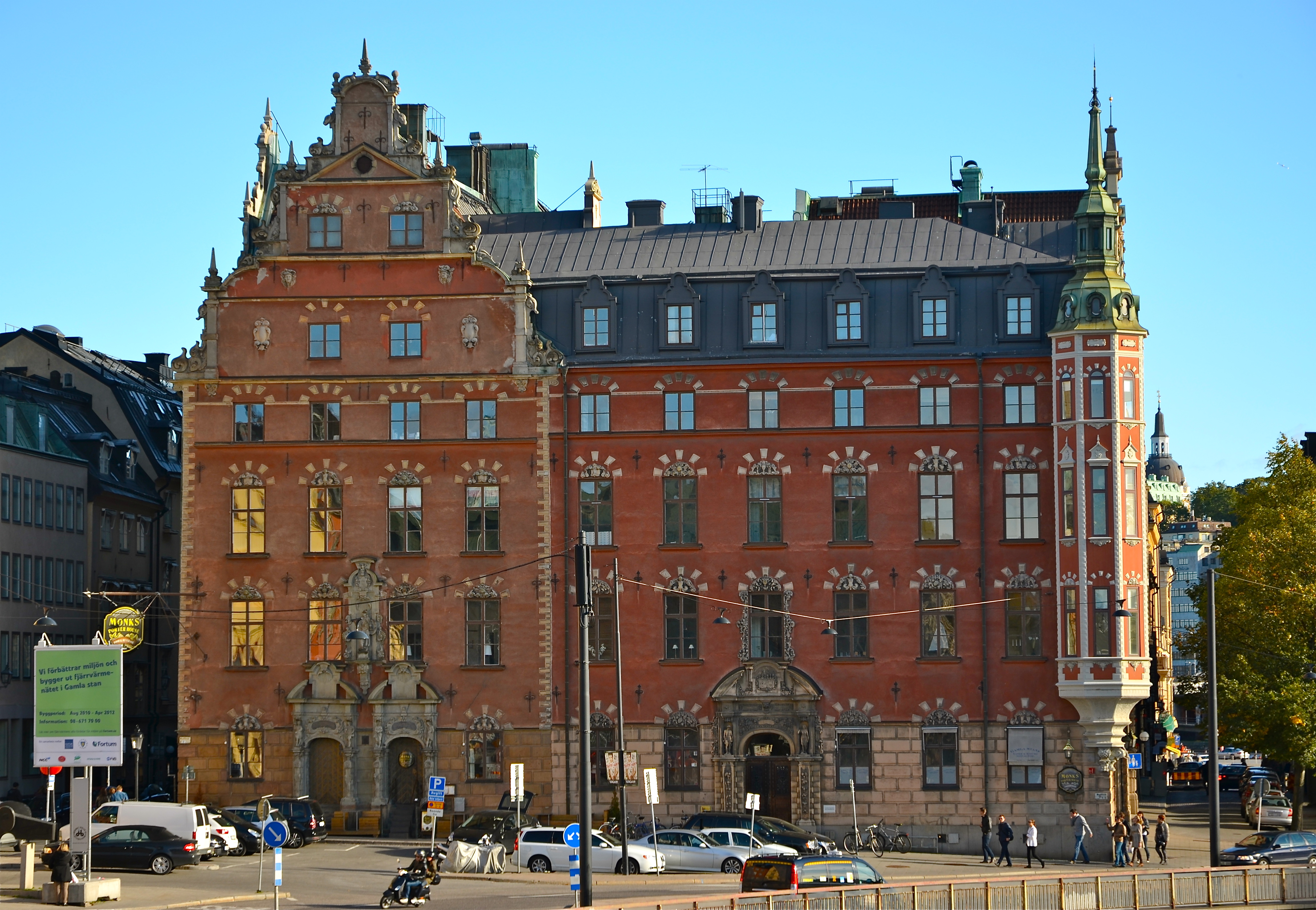
Petersenska huset (2011) vid Munkbron i Stockholm, som var Christina och Carls bröllopsgåva. Efter honom kallades egendomen även Piperska palatset, ej att förväxla med Piperska palatset som Carl lät uppföra i grannkvarteret Memnon.

Christina och Carl bodde i Petersenska huset vid Munkbron i Stockholm. Huset uppköptes av Olof Hansson Törne den 20 juli 1692 och överlät det samma dag som bröllopsgåva till paret Piper. Huset var ett av de mest imponerande palatsen i Stockholm. Den byggdes i holländsk renässansstil på 1650-talet och senare ombyggt av den berömde arkitekten Nicodemus Tessin den äldre. Den kom att bli en symbol för den framväxande borgerliga adeln och den framgång som den Piperska familjen hade uppnått. Här bodde Christina och Carl i nära kontakt med den övre delen av borgerskapet och kunde följa utvecklingen av den politiska eliten i Stockholm. Carl blev också en del av det exklusiva Riddarhuset, där han började som medlem av den tredje klassen, men hans ambitioner var att nå den första klassen genom utnämningar och diplomatiska förbindelser. Christinas far var en stark anhängare av att ge kvinnor samma arvsrätt som män, vilket var ovanligt för sin tid, och han kämpade för detta både i privatlivet och som ledamot av 1686 års lagkommission. Christina var därför en viktig arvinge och fick kontroll över en stor del av familjens tillgångar, vilket gav henne stor ekonomisk makt. Genom sitt äktenskap med Carl blev Christina också en del av den nya elit som började stärka sin ställning i samhället genom affärsverksamhet och politiska positioner. Även om Carl Piper hade adlats för sina insatser i statstjänst, var han en del av den nya adeln, som hade fått sin status genom mer politiska än traditionella adelsband.
För Christina och Carl var det viktigt att hålla sig nära de rätta kretsarna. De umgicks i samma sociala kretsar som de mest framstående ämbetsmännen och diplomaterna. På Riddarholmen, där flera adelssläkter hade byggt sina palats, var familjen Piper i närheten av den svenska adeln, men de var också medvetna om de sociala hierarkierna mellan de som var födda adliga och de som hade adlats genom sina prestationer. Carl Piper var känd för att ha svårt att acceptera denna hierarki och hans politiska ambitioner ledde ibland till konflikt med de mer etablerade adelsfamiljerna. Trots att Christina och Carl Piper inte var lika högt ansedda som de gamla adelsfamiljerna, började deras familj, genom äktenskap och affärsverksamhet, att klättra på den sociala stegen. Deras förmögenhet och politiska allianser gjorde att de så småningom blev en del av den svenska adeln, och de kom att ge upphov till flera adliga ätter. Christina och Carl hade också ett stort inflytande över sina barns uppväxt och framtida karriärer. Barnens namn följde en tradition att hedra både släktingar och kungliga personer, och de kungliga namnen blev allt vanligare i takt med att Carl närmade sig maktens centrum. I takt med att Christina och Carl Piper etablerade sig som en inflytelserik familj, blev deras liv också mer offentligt och knutet till Stockholms politiska och sociala liv. Christina var involverad i umgänget inom den politiska eliten och ämbetsmännen, där många samlades för middagar, besök, och andra sociala tillställningar. Stockholm vid denna tid var en plats med en blandning av politik, affärer och sociala nätverk, där både formella och informella kontakter var avgörande för att klättra i samhällshierarkin.

### Familjebildning och första fastighetsköp
Christina och Carl hade flera barn, och deras uppväxt skedde mot en bakgrund av en hög barnadödlighet, särskilt bland de små i Stockholm vid den tiden. I äktenskapet föddes åtta barn:
- Christina Charlotta Piper (1691)
- Ingrid Margareta Piper (1692)
- Charlotta Christina Piper (1693–1727)
- Hedvig Ulrika Piper (1695)
- Hedvig Maria Piper (1697–1767)
- Ulrika Eleonora Piper (1698–1754)
- Carl Fredrik Piper (1700–1770)
- Sofia Carolina Piper (1707–1732)

År 1691 föddes parets första dotter som döptes den 2 juli under namnet Christina Charlotta, men som dog späd. Året därpå, den 6 juni, döptes en dotter som gavs namnet Ingrid Margareta, men som även hon dog späd. Den tredje dottern föddes den 24 september 1693 och fick först namnet Juliana, men kom senare att kallas Charlotta Christina och levde vidare till vuxen ålder. Den fjärde dottern döptes den 11 september 1695 under namnet Hedvig Ulrika. Även hon dog mycket tidigt. Den femte dottern föddes den 11 augusti 1697 och gavs namnet Hedvig Maria. Den sjätte dottern Ulrika Eleonora föddes 26 oktober 1698 och liksom sina systrar Hedvig Maria och Charlotta Christina levde hon till vuxen ålder. Greve Johan Gabriel Stenbock stod fadder till Ulrika Eleonora och skänkte en ansenlig gåva till henne. Barnens namn hedrade parets närmaste släktingar och kungafamiljen. Den 20 februari 1700 föddes parets ende son, som fick namnet Carl Fredrik. Den 6 november 1707 föddes en sjunde dotter, som fick namnet Sofia Carolina, och prinsessan Ulrika Eleonora anmälde sig som dopvittne.

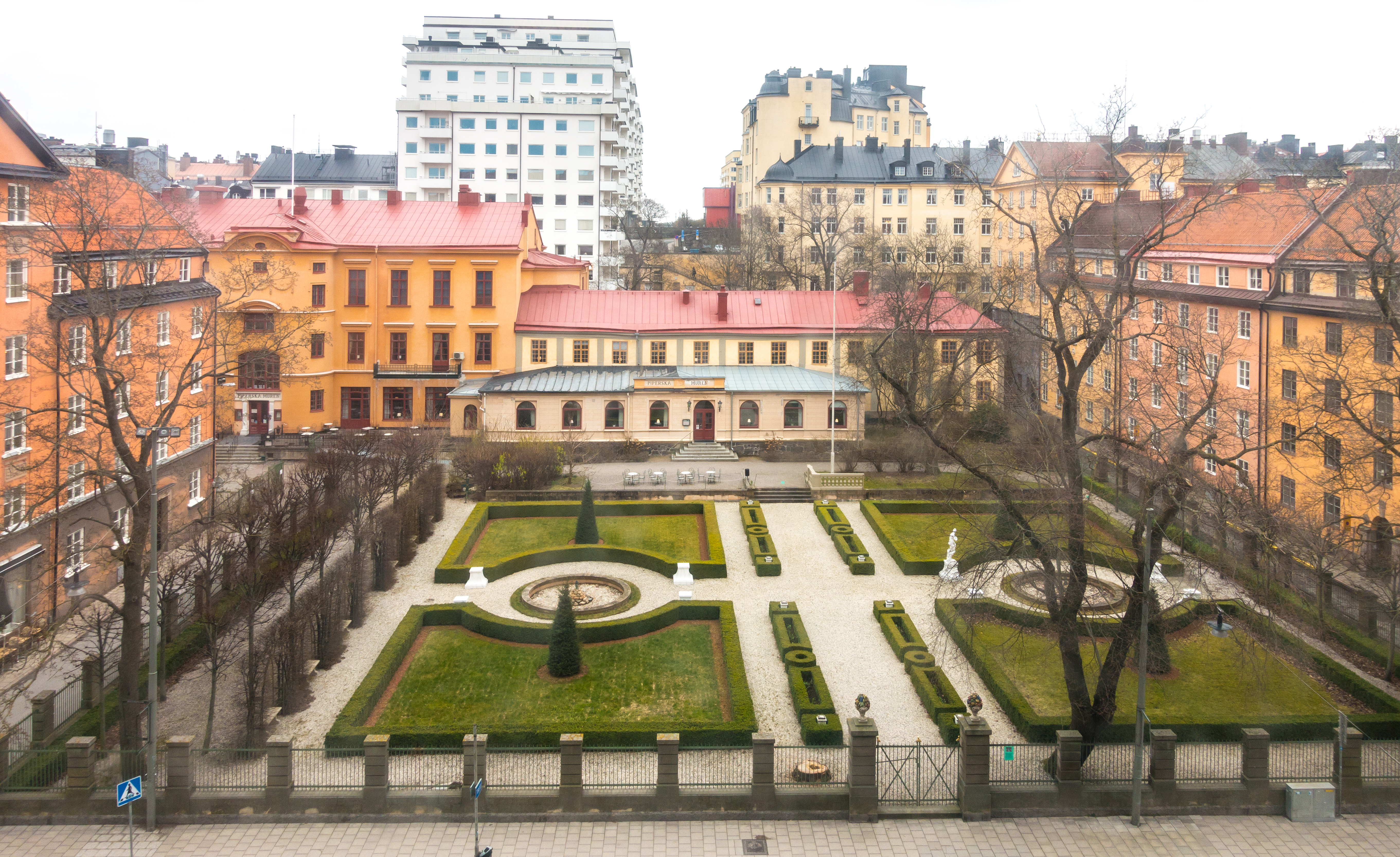
Malmgården Piperska muren (2020) på Kungsholmen i Stockholm, med sin barockträdgård.

Efter några år köpte paret en tomt i närheten av Petersenska huset för att bygga ett ännu större palats, känt som det Piperska palatset, som stod klart i slutet av 1690-talet. Palatset var tre våningar högt med två flyglar och arkitekten Nicodemus Tessin den yngre var involverad i designen. Trots att palatset var imponerande blev den inte en gemensam bostad för Christina och Carl. När palatset stod klart, behövde Carl inte längre en bostad i Stockholm, och Christina valde att bo kvar i det äldre huset vid Munkbron när hon vistades i staden. Det nya palatset hyrdes ut under perioder och överläts senare till barnen.
Samtidigt insåg Christina och Carl att ett ståndsmässigt liv också krävde en malmgård för rekreation, som många andra ämbetsmän och borgare också hade. De köpte en tomt på Kungsholmen av en släkting, där de byggde två trähus och anlade en storslagen barockträdgård 1695. Trädgården, som var en av de mest förnäma i Stockholm på sin tid, hade alléer, grottor, byster, orangeri och drivhus, med växter som apelsin-, citron-, oliv- och lagerbärsträd, samt cypresser och jasminer. Trädgården blev en prydnad för familjen och även en källa till inkomst, då växter odlades för att säljas eller användas på andra egendomar. En köksträdgård anlades också för att förse hushållet med färska grönsaker och rotfrukter, vilket bidrog till ett behagligt och självförsörjande liv. Trädgårdsmästaren mottog dagliga beställningar för att leverera färska varor till köket vid Munkbropalatset. En mur som byggdes vid trädgården kom att ge platsen sitt namn, och området kallas än idag för Piperska muren.

## Ett politiskt par (1690–1700)

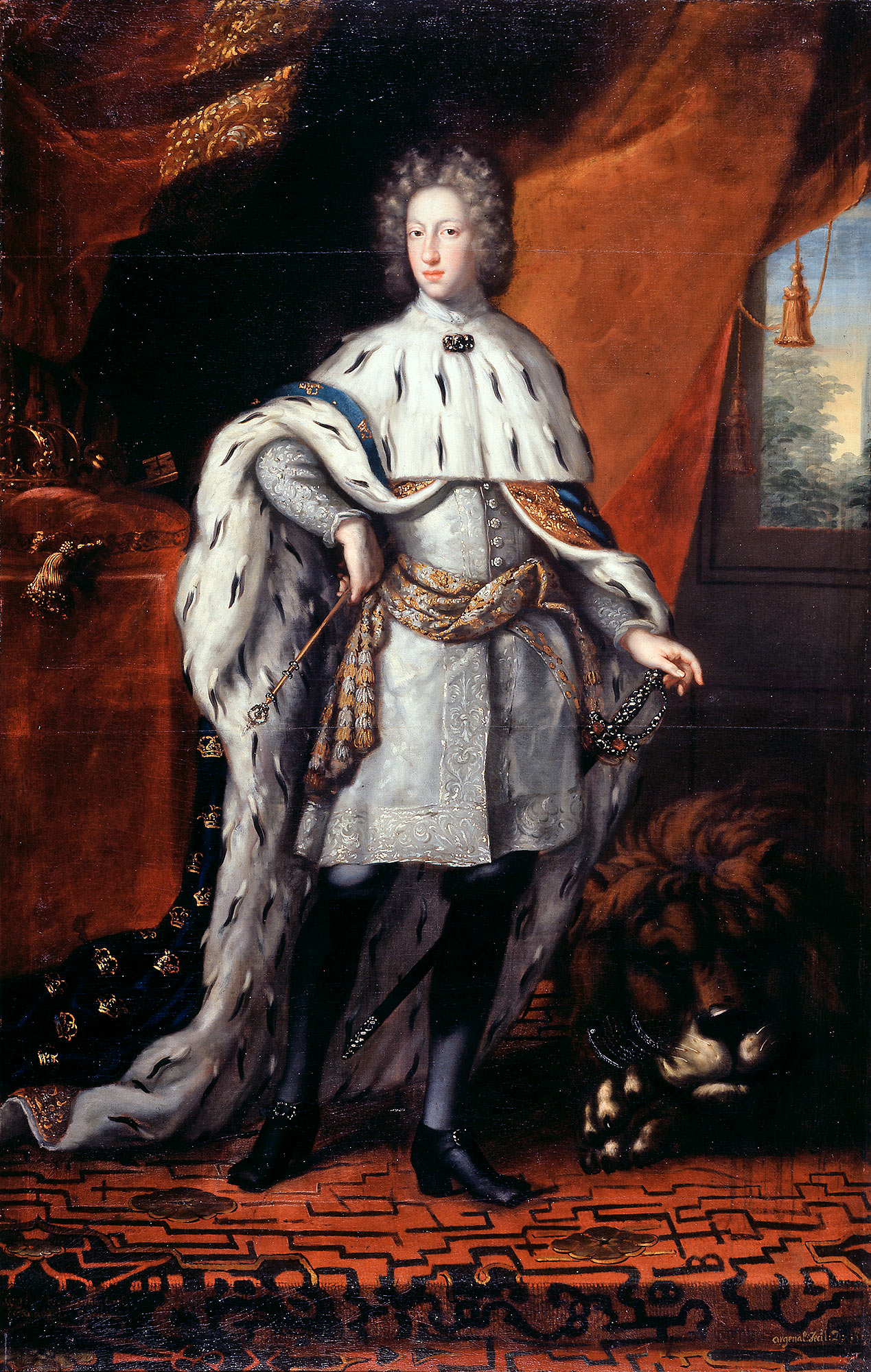
Sveriges kung Karl XII iklädd kröningsdräkt 1697. Olja på duk av David Klöcker Ehrenstrahl.

Christina spelade en central roll i sin makes politiska karriär och utnyttjade sina kontakter för att påverka och skapa allianser. När Karl XI avled 1697 tog hans son Karl XII över tronen, och samma år utnämndes Carl Piper till kungligt råd och statsråd. Han upphöjdes snabbt till friherrligt och grevligt stånd, vilket markerade hans växande inflytande vid det svenska hovet. Christina, trots att hon saknade formell politisk roll, blev en viktig aktör genom sin position som maka till en av kungens närmaste rådgivare. Hon började umgås vid hovet, ordnade mottagningar och blev en eftertraktad kontakt för supplikanter och diplomater som ville nå Carl. Genom henne öppnades dörrar till politiska möjligheter, och hon fick rykte om sig att vara en viktig länk i maktspelet. Den franske ambassadören noterade att Christina genom sina åsikter om utrikespolitiken agerade indirekt i politiska frågor.
Paret Piper fungerade som en enhet i politiska sammanhang och Christinas roll jämfördes med andra inflytelserika politikerhustrur, som till exempel Magdalena Stenbock och Margareta Gyllenstierna. Christina agerade aktivt inom politiken, bland annat genom att stödja unga män som sökte ämbeten. Hon var även en central person i strategiska äktenskapsallianser och använde sitt nätverk för att hjälpa familj och svärsöner att avancera. Ett exempel var hennes insats för Sven Hallenberg, som genom hennes inflytande fick en häradshövdingtjänst i Skåne. Hennes förmåga att manövrera inom politiken bidrog till att forma bilden av henne som en mäktig grevinna. Carl och Christinas inflytande växte, men skapade samtidigt fiender. Charlotte Oxenstierna betraktade dem som ett hot och uttryckte förakt för deras sätt att använda sina kontakter för att gynna familjemedlemmar. Trots detta behöll de ett starkt nätverk av lojala anhängare. Christina bidrog även till internationella diplomatiska relationer, särskilt inom fransk-dansk diplomati. Genom sin förmåga att navigera i det politiska landskapet hjälpte hon inte bara Carl utan även dem som stod honom nära.
Christina och Carl var kända för att vara en maktduo, och många sökte deras hjälp för att avancera inom politiken. Det var vanligt att gåvor eller pengar användes för att säkra deras stöd, vilket skapade rykten om deras girighet. Även om Carl ofta avvisade mutor från utländska makter, tog Christina emot mindre formella gåvor, vilket kan ha påverkat hans beslut. Personer som ville vinna deras gunst uppmuntrades att "göra handen tung" med gåvor. Friherrinnan Sofia Juliana Forbus och hennes make gav Carl 100 tunnor havre för att vinna hans vänskap, medan Magdalena Stenbock skänkte dyrbara örhängen till Christina i hopp om att få sin svärson Magnus Stenbock utnämnd till överste för Dalregementet. Sådana handlingar var inte unika för paret Piper, utan förekom inom flera högt uppsatta familjer.
När Carl blev en av Karl XII:s främsta rådgivare under slutet av 1690-talet stärktes även Christinas ställning. Genom sitt nätverk blev hon en nyckelperson för dem som ville använda Carls inflytande för egna politiska mål. Samtida källor visar att gåvor och gentjänster var en vanlig del av den tidens politiska spel, snarare än ren korruption. Christina använde även sin släkt för att skapa allianser och stärka sin maktbas. Genom sina familjeband kunde hon påverka olika nivåer inom den svenska politiken och koppla samman människor för att skapa nya förbindelser.
Trots rykten om girighet var Pipers förmögenhet och inflytande resultatet av flera års hårt arbete och strategiska investeringar. Deras byggprojekt i Stockholm och stora jordegendomar stärkte deras ekonomiska position. Många svenska ämbetsmän tog emot gåvor för att underlätta tjänstetillsättningar, och detta sågs snarare som en del av den sociala och ekonomiska dynamiken än som korruption. Carl och Christina saknade formell politisk makt, men deras kontakter och nätverk gjorde dem till betydelsefulla aktörer i den svenska politikens utveckling.

### Stockholmsliv och europeisk storpolitik

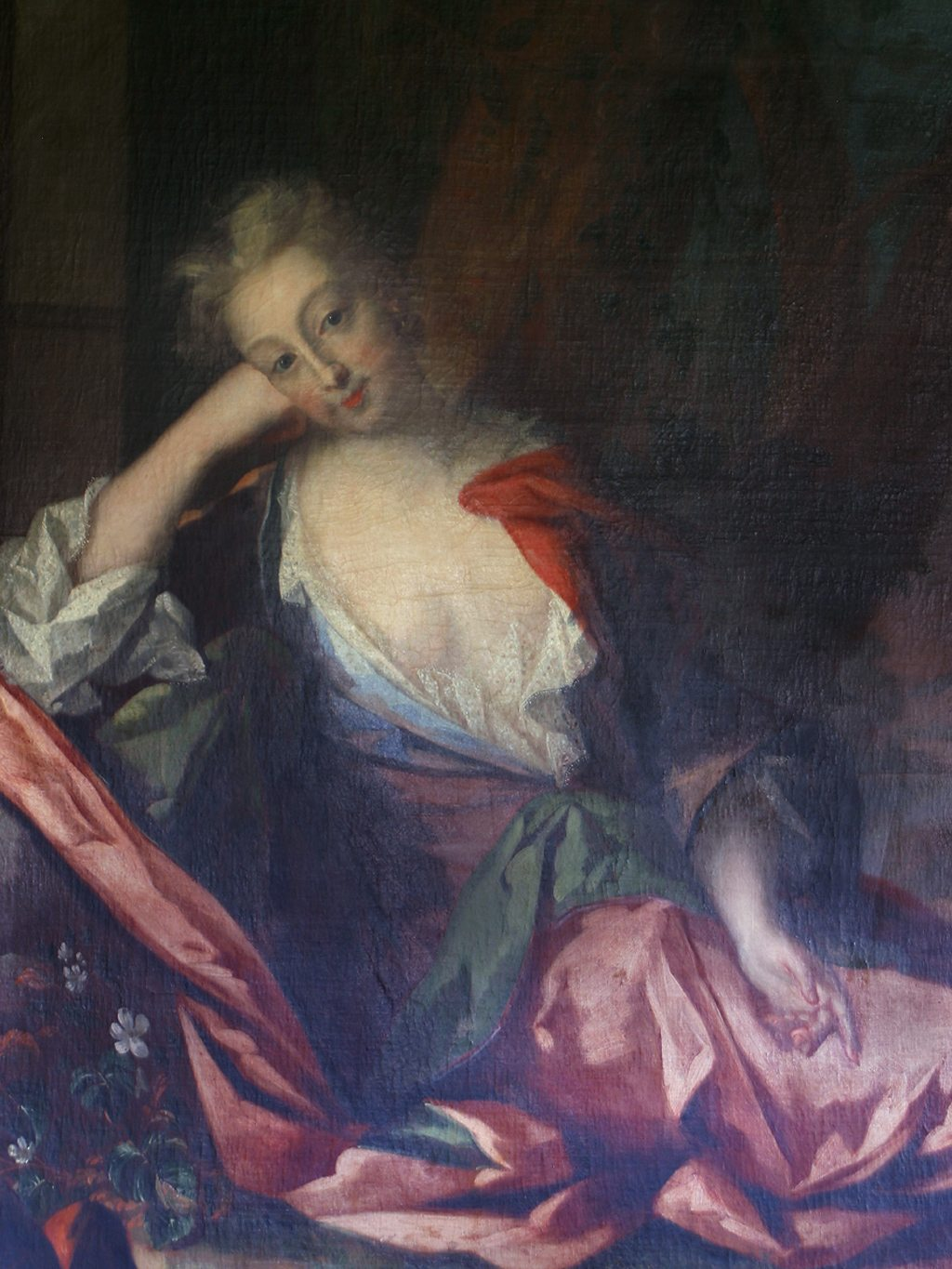
Christina Piper (1700) av David von Krafft. Trots sin anspråkslösa yttre framtoning framstod Christina i breven och dagböckerna som en hårt arbetande kvinna, som ogillade lättja och extravagans. Detta porträtterades också i von Kraffts porträtt, där hon skildras som en allvarlig och målmedveten kvinna, även om den lättsamma flärd som bilden förmedlar kan ha varit mer anpassad till samtida konstnärliga ideal än hennes verkliga karaktär.

När Carl Piper blev en av Karl XII:s främsta rådgivare, byggde hans inflytande inte enbart på egna meriter utan även på hans och Christinas förbindelser. Christina, respekterad inom sitt nätverk, spelade en avgörande roll i att stärka Carls politiska ställning. Paret Piper var en av tidens mest inflytelserika duos och rörde sig i både sociala och politiska kretsar. Deras hem på Kindstugatan 4 blev en samlingspunkt för diplomater och kungliga besökare, inklusive Karl XII, vilket ytterligare befäste deras position vid hovet. Utöver sin roll i maktspelet var Christina en skicklig ekonomisk förvaltare. Hon ansvarade för familjens egendomar och affärstransaktioner och använde sitt nätverk för att skapa allianser. Under 1700-talets början blev hon allt mer involverad i att hjälpa andra att avancera inom politik och ekonomi. Det var vanligt att personer sökte parets stöd genom gåvor eller mutor, och Christina använde sitt inflytande både för att gynna familjen och för att skapa långsiktiga politiska relationer. Paret Piper jämfördes ofta med andra inflytelserika politiska äkta par, som Bengt Oxenstierna och Magdalena Stenbock och Arvid Horn och Margareta Gyllenstierna.
Karl XII:s trontillträde förändrade maktfördelningen i Sverige, där informella nätverk blev avgörande för beslutsfattandet. Sverige var vid denna tid militärt starkt och ekonomin gynnades av järnexport och handelsvaror som koppar och trä. Däremot var jordbruket instabilt och landet var beroende av import från Livland. I Europa stärktes Österrike som ny stormakt, medan Frankrike kämpade för att bevara sin dominans. Allianser mellan Österrike, Nederländerna och England pressade Frankrike, samtidigt som Spanien försökte hålla sitt imperium intakt. I Norden förändrades de politiska allianserna. Frankrike ville skapa en trippelallians med Sverige och Danmark för att motverka sjömakternas inflytande i Östersjön. Under 1690-talets slut försökte flera europeiska makter köpa sig inflytande vid det svenska hovet. Christina stödde en svensk-fransk allians 1698, vilket uppmärksammades i diplomatiska kretsar. Franska diplomater försökte påverka Carl genom gåvor till Christina, vilket var en vanlig strategi för att vinna politiskt stöd. Sveriges militära framgångar hade skapat fiender och både Danmark, Ryssland och Sachsen ville hämnas sina förluster mot Sverige i tidigare krig. Genom hemliga förhandlingar planerade de ett gemensamt anfall, vilket inleddes i mars 1700 när deras trupper attackerade svenska intressen i Livland och Holstein-Gottorp.

## Skilt liv under stora nordiska kriget (1700–1709)

### Krigsutbrottet
Vid början av 1700-talet var Sverige djupt involverat i konflikter med flera europeiska makter som Danmark, Ryssland och Sachsen, vilka alla hade sina egna intressen i att utmana Sverige. Trots att Carl och Christina Piper misslyckades i sina försök att köpa information och inflytande vid det svenska hovet, var de ändå delaktiga i den politiska och diplomatiska verksamheten som pågick. Många av de länder som Sverige hade varit i konflikt med, som Danmark, Ryssland och Sachsen, hade nu sina egna aggressiva planer för att utmana Sverige. Danmark var särskilt angeläget om att återta förlorade områden, Ryssland strävade efter att få tillgång till Östersjön, och Sachsen hade sina egna ambitioner, särskilt i relation till Livland.
När kriget bröt ut i mars 1700 hade Carl och Christina just fått sitt sjunde barn, en son vid namn Carl Fredrik. Medan Carl var upptagen med krigsförberedelser och hans arbete vid kungens sida, blev Christina ensam ansvarig för fyra barn. Trots Carls frånvaro var Christina en stark och kompetent ledare för hushållet, med en stor personal som assisterade henne. Hon hade även ett noggrant system för att hålla reda på alla anställda och de ekonomiska resurserna, inklusive en särskild avgift som infördes för att bekosta kriget. Vid denna tid var Christina inte bara en hemmafru, utan även en skicklig förvaltare och ekonom. Hon skötte kontakterna och förhandlingarna för gården Ekebyhof på Ekerö som hade tagits i beslag av staten. Hon fattade beslut om dagliga frågor inom hushållet, hanterade barnens välfärd och var också involverad i välgörenhetsarbete. Enligt instruktioner Christina utfärdade för trädgårdsmästarna på Kungsholmen, framgick det att hon också var starkt religiös och förväntade sig ett ordnat och gudfruktigt liv från sina anställda.
Vid utbrottet av kriget förändrades arbetsförhållandena för Carl och Christina. Carl och hans medarbetare befann sig nu i ett fältkansli, som rörde sig med Karl XII:s armé under flera år. Senare fick Carl själv överta ledningen för fältkansliet och fick därmed en alltmer framskjuten position hos Karl XII, vilket gjorde att flera började betrakta honom som kungens förste minister. Christina, som var van vid att fatta beslut på egen hand, ansvarade under denna tid för sina barn och hushållet, samtidigt som hon följde krigets gång genom brev och nyheter. Samtidigt som hon hanterade den tunga bördan av hushållets ansvar, var hon också den person som många sökte sig till för hjälp och information. Kriget mot Danmark, som inleddes 1700, slutade snabbt i en svensk seger, och det blev tydligt att de danska försöken att återta förlorade territorier var misslyckade. Men den verkliga utmaningen kom från Ryssland, som började belägra staden Narva i Estland. Karl XII och den svenska armén kämpade för att rädda staden, och Christina följde nyheterna om striderna noggrant. Nyheten om den svenska segern vid Narva i november 1700 gav stort eko i hela landet och firandet i Stockholm var omfattande. Christina var en av dem som såg dessa firanden från sitt fönster och bevittnade den hyllning som Karl XII:s hjältestatus fick, med monument och ljus som markerade hans seger.

### Karolinska byggnadsprojekt

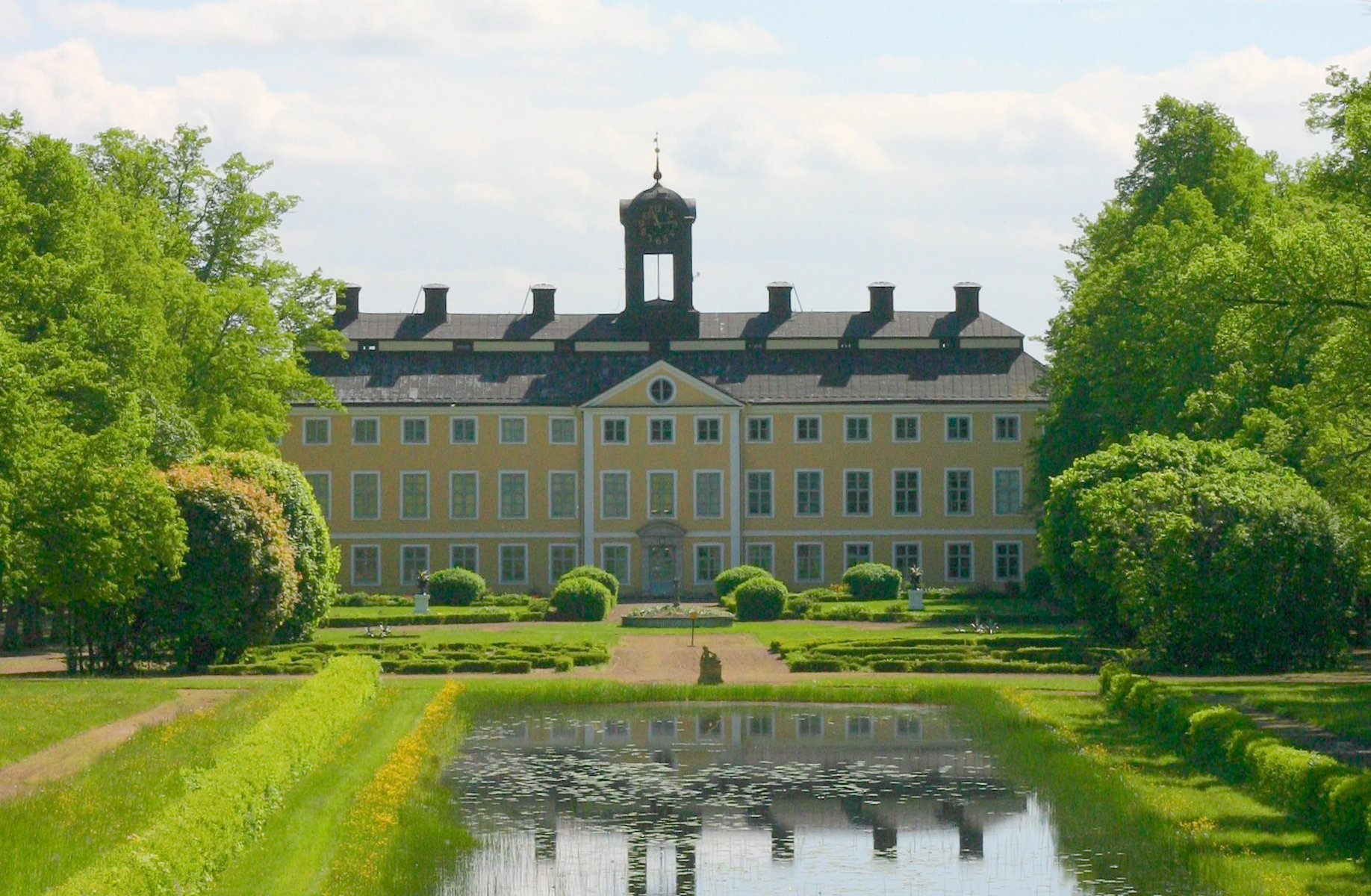
Sturefors slott (2007) utanför Linköping i Östergötland, som uppfördes mellan 1699 och 1707 delvis efter ritningar av Nicodemus Tessin den yngre. År 1747 instiftade Christina Piper slottet som fideikommiss för dottersonen Nils Adam Bielke, som senare lät modernisera interiören i rokoko med arkitekten Jean Eric Rehn. Nils Adam lät senare under 1776 uppföra ett minnestempel över sin mormor Christina, ritad av Carl Johan Cronstedt.

Efter slaget vid Narva fortsatte Sveriges militära framgångar, och krigsbyten skickades hem. Medan den svenska armén kämpade i Baltikum och Polen, tog Christina en större roll i familjens verksamhet. Hon ansvarade för Sturefors i Vists socken, som Carl och Christina köpte 1699. Christina hade stort inflytande över arbetet på Sturefors, där hon regelbundet kommunicerade med gårdsfogden och styrde de dagliga affärerna. Hon övervakade även byggandet av ett karolinskt slott, ett projekt som tog sju år att slutföra. Sturefors blev en symbol för familjens sociala klättring, en bekräftelse av deras nyvunna adelskap. Förutom Sturefors investerade de även i gods i Skåne, som Krageholm under 1704, där Christina ofta förhandlade med ekonomiskt pressade adelsfamiljer, exempelvis änkor eller arvingar som sålde egendomar på grund av ekonomiska svårigheter. År 1702 överläts Kumla herrgård i Tyresö socken till Carl och Christina. Carl överlät i sin tur herrgården 1705 till sin styvfar Olof Törnflycht.
Christina etablerade sig som en skicklig affärskvinna och knöt viktiga kontakter. Hon såg till att Carls namn hölls framme genom gåvor och affärer. Professorn Jonas Johansson Dryander försökte vinna familjens gunst genom att erbjuda silverserviser och andra gåvor till Christina. Trots detta lyckades han inte få en tjänst i kansliet, men Carl försökte hjälpa honom att få en plats vid ambassaden i Paris. Christina drev slottets byggnation med stark vilja och stod ofta emot arkitekten Nicodemus Tessin den yngre. Hon insisterade på att inkludera en oval sal trots hans invändningar. Hennes beslutsamhet och självständighet visade hennes förmåga att påverka och forma projekt utifrån egna önskemål.
Samtidigt deltog Christina i hovlivet kring kungens syster Ulrika Eleonora och änkedrottning Hedvig Eleonora. Även om festligheterna var mer återhållsamma på grund av kriget, förblev Christina en viktig aktör. Hon hade en stark position i det sociala nätverket som stödde Carls politiska roll. Men trots sina framgångar oroade hon sig för makens säkerhet. Hon uttryckte i brev till vänner sin nedstämdhet över hans långa frånvaro. Samtidigt började hennes hälsa försämras, och hon konsulterade läkare som rekommenderade en vistelse vid kurorten Teplitz i Prag. Tessin erbjöd sig att följa med henne, men trots hälsoproblemen fortsatte Christina att leda familjens affärer med oförminskad styrka. Under denna tid blev Christina en av Sveriges mest inflytelserika kvinnor. Hon kontrollerade flera stora egendomar och hanterade familjens ekonomi med skicklighet.

### Rawisz
Christina Piper begav sig våren 1705 ut på sin första utlandsresa efter att ha varit ifrån sin make i fem år. Hon reste med sin dotter Charlotta Christina och sin syster Inga Broméen, som år 1701 hade blivit änka efter Svea hovrätts vice hovrättspresident, Per Broméen. Syftet var att återförenas med Carl, som vid tiden befann sig i Ravicz i västra Polen, där Karl XII och hans hov hade slagit sig ner. Med sig hade hon även ett porträtt av kungens syster Ulrika Eleonora, en gåva för att säkerställa en tacksam mottagning. Utöver detta hade Christina flera uppgifter, bland annat att stärka sin familjs politiska och ekonomiska position. Ravicz hade blivit en viktig plats för svensk politik under Karl XII:s fälttåg. Förutom kungens hov och fältkansli var där även den polske kung Stanisław Leszczyński och andra högt uppsatta personer. Under denna tid arrangerades baler och maskerader, där Carl Piper ofta stod värd om kungen själv inte deltog. Stadens betydelse gjorde den även till en samlingspunkt för utländska sändebud och diplomater.
Christina var en av de mest uppmärksammade kvinnorna som anlände till Ravicz. Hon var inte ensam om att besöka sin make; flera andra svenska adelskvinnor hade också rest dit. Under resan hade Christina sällskap av sin svåger Johan Paulinus Lillienstedt, som hoppades få en plats i det kungliga kansliet genom hennes inflytande. Christina använde sina kontakter för att stödja honom, bland annat genom att be diplomaten Nils Lillieroot att skriva ett rekommendationsbrev till Carl Piper. Vid denna tid var Christinas inflytande över sin man välkänt. Många personer som ville få något uträttat sökte sig till henne eller hennes svärfar. I vissa fall krävdes förskottsbetalningar för att deras ärenden skulle prioriteras. Carl Piper fick dagligen mängder av brev med önskemål och rekommendationer från präster, ämbetsmän och officerare. Vissa brev besvarades aldrig, och de som saknade rätt kontakter hade små möjligheter att få hjälp. Ett tragiskt exempel var överstelöjtnant Joakim Kristian von Beijer, som efter att ha nekats hemförlovning till Sverige tog sitt eget liv.
Christinas roll var avgörande i att förmedla ärenden till Carl och det svenska hovet. Hon fungerade också som budbärare mellan sin man och inflytelserika personer i Stockholm. Ett exempel på hennes inflytande var när hennes vän Johan Paulin Olivecrantz använde henne för att föra fram en ansökan om en tjänst för Johan Swanström. När Swanström senare fick tjänsten tackade Olivecrantz Christina, troligen även med en gåva eller pengar. Även om Sverige inte hade ett formellt system för försäljning av ämbeten, fanns en utbredd informell praktik där kontakter och resurser spelade stor roll. Christina var en del av detta system, där tjänster och gentjänster var avgörande för att få högre poster inom ämbetsverket och militären. Äktenskap var också ett viktigt verktyg för att stärka sociala och politiska band. Under sin resa hade Christina därför med sig sin syster Inga, som var änka och en eftertraktad brud på grund av sina kontakter. Hennes giftermål blev en viktig strategisk fråga.
Flera män tävlade om Ingas hand, däribland Edvard Gyldenstolpe, Daniel Niklas von Höpken och officeren Anders Lagercrona. Det ryktades även att hon själv föredrog Arvid Horn. Horn hade varit i sachsisk fångenskap men återvänt till Sverige 1705 och blev en stark kandidat. Hans ambition var att genom giftermål stärka sin position inom makteliten. Till slut var det också Horn som vann Ingas hand, trots att han kom från en äldre adlig familj och hon var nyadlad. Bröllopet mellan Inga Broméen och Arvid Horn ägde rum den 30 april 1705 i Carl och Christina Pipers bostad i Ravicz. Både Karl XII och den polska kungafamiljen deltog. Efter vigseln anordnade kungen en stor fest med överdådig mat och dryck, där gästerna inkluderade svenska och polska dignitärer samt högt uppsatta officerare. Brudgummen var dock sjuk under festligheterna, men fick ändå uthärda den storslagna middagen dagen efter. Giftermålet hade stor betydelse för både Horns och Christinas familjers maktpositioner. Det var ett tydligt exempel på hur äktenskap kunde användas som en karriärstrategi. Äktenskapsrykten spreds även om Christinas dotter Charlotta Christina, som ryktades vara trolovad med prins Maximilian Emanuel av Württemberg-Winnental. Huruvida detta var sant eller bara ett uttryck för samtidens skvaller är osäkert, men det visar hur familjen Pipers position väckte uppmärksamhet.
Familjen Törnflycht, där Christina och hennes syskon ingick, använde giftermål för att stärka sin sociala ställning. Förutom döttrarna hade även sönerna i familjen gjort strategiska äktenskap. Carl Piper själv var dock skeptisk till sin svåger Johan Lillienstedts förmåga, även om han på grund av svågerskapet ändå hjälpte honom framåt i karriären. Sommaren 1705, i samband med Christinas besök i Ravicz, uppfyllde Carl Piper ett gammalt löfte han gett henne vid deras bröllop. Han skänkte henne Sturefors gods och tillhörande gårdar som morgongåva, samt avsatte 70 000 daler specie för hennes framtida försörjning om han skulle avlida före henne.

### Badsejour och bildningsresa

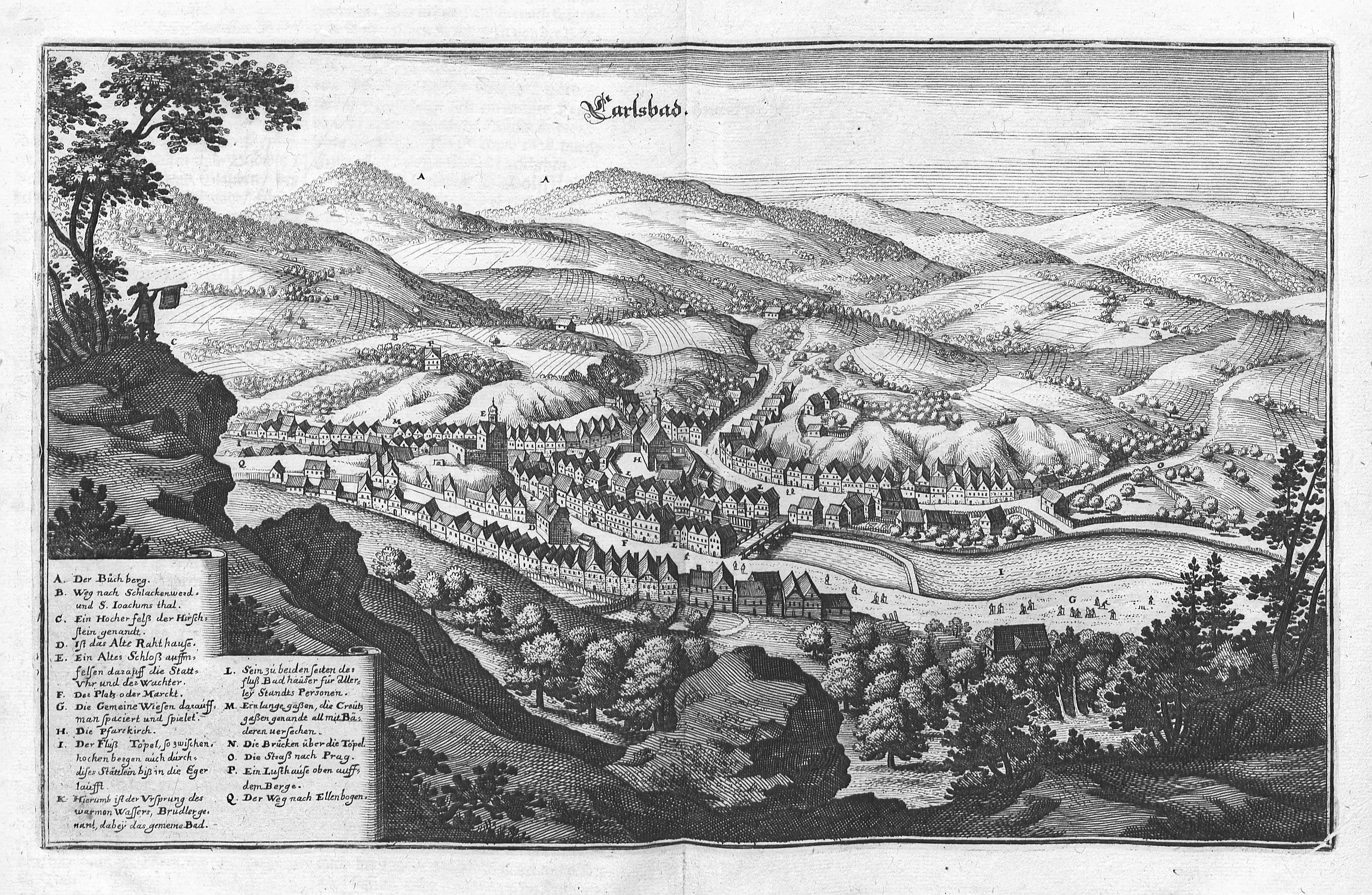
Kopparstick av Karlsbad i mitten av 1650-talet av Matthäus Merian, där Christina Piper kurerade sin hälsa under 1705.

I juli 1705 reste Christina till Karlsbad i Böhmen för att kurera sin hälsa. Det fanns rykten om att kung August II planerade att kidnappa henne för förhandlingsändamål, och andra berättelser talade om att hon var nära att omkomma i en vagnsolycka. Oavsett sanningshalten i dessa historier beskrev Christina själv resan som farofylld och tackade Gud för att den avlöpte väl. Hon eskorterades av femtio svenska soldater fram till det tysk-romerska riket och tog närmare en månad på sig att nå Karlsbad, där hon tillbringade en tid för återhämtning. Karlsbad var känt för sina hälsobringande källor och lockade många högättade besökare. Förutom badandet och drickandet av det mineralrika vattnet var umgänget med andra gäster en central del av vistelsen. Det arrangerades maskerader, baler och utflykter, och Christina, som hustru till en av Sveriges mest inflytelserika män, smälte sannolikt väl in i den exklusiva miljön. Vid denna tid var Karlsbad ännu en relativt svårtillgänglig kurort förbehållen adel och kungligheter, långt innan järnvägens expansion gjorde den mer tillgänglig för allmänheten.
Efter en månads vila inledde Christina sin återresa, som också blev en bildningsresa med besök i flera betydande europeiska städer. Hon stannade i Erfurt, Halle, Dessau och Berlin innan hon nådde den svenska besittningen Wismar. Där återförenades hon med sin syster Margareta och svågern Johan Lillienstedt, som var vicepresident vid den överdomstol som hanterade Sveriges tyska provinser. Trots Christinas ansträngningar hade hon inte lyckats förflytta Lillienstedt till det kungliga kansliet, vilket var ett av hennes mål. Under sitt uppehåll i Nordtyskland besökte Christina även Hamburg, en stad av stor ekonomisk och strategisk betydelse för Sverige. Hamburg var ett internationellt handels- och finansiellt centrum där svenska borgare och handelsmän hade viktiga affärskontakter. Staden fungerade även som en knutpunkt för det svenska postväsendet sedan 1630-talet, vilket gjorde den central för kommunikation mellan Sverige och kontinenten. För Christina, som kom från en handelsfamilj, var besöket både naturligt och lärorikt, och hennes erfarenheter skulle vara värdefulla för hennes framtida ekonomiska verksamhet. När Christina slutligen återvände till Sverige i oktober 1705 var hon efterlängtad, särskilt av kungasystern Ulrika Eleonora, som ville höra om Karl XII:s förehavanden. Christinas överresa från Tyskland till Sverige hade dock varit mycket svår, och hon blev sjuk efter resan. Hon stannade en tid på Krageholm för att återhämta sig innan hon reste vidare till Stockholm. Prinsessan Ulrika Eleonora fick därmed vänta på de nyheter hon hoppades få höra direkt från Christina.

### Familjetvist och ödesdigra möten
Carl Piper var känd för att gynna sin familj, men när han hösten 1705 befordrades till överstemarskalk efter Johan Gabriel Stenbocks död och skulle utse en ny statssekreterare, väckte hans val stor förvåning. Trots att Christinas svåger Johan Lillienstedt ansågs självklar för posten, gick den i stället till Olof Hermelin. Christina hade personligen försökt påverka valet, men Carl valde att agera självständigt. Detta ledde till spekulationer om att han försökte frigöra sig från familjens inflytande eller att han ansåg Lillienstedt olämplig. Reaktionerna var starka, och till och med personer utanför familjen oroade sig över maktförskjutningen. Wilhelm Julius Coyet skrev till Carl och uttryckte sin förvåning, orolig för att Carl skulle förlora kungens gunst.
För Carl innebar befordran ingen större politisk förändring, men hans sociala status stärktes. Som överstemarskalk blev han hovets högste chef, vilket öppnade hovet för adelsmän utan gamla släktband. Samtidigt pågick bygget av Sturefors, som Carl och Christina noggrant planerade. Arkitekten Nicodemus Tessin den yngre anpassade sina planer för att möta deras önskemål, vilket gjorde att huset fick en mer avskalad utformning. Diskussioner fördes om inredningsdetaljer, där Christina förespråkade fransk stil, medan Tessin avrådde från utsmyckade tak på grund av risken för rökskador. Tessin erbjöd sig att stå för takdekorationerna i stora salen för att behaga Carl, vilket visade hans vilja att tillmötesgå paret. Som vid alla deras bostäder planerades även en stor barockträdgård vid Sturefors.
När Sachsen kapitulerade genom freden i Altranstädt 1706, började Carl visa tecken på utmattning och övervägde att återvända hem. Christina insåg att detta kunde hota hans inflytande och bestämde sig för att resa till Tyskland för att övertala honom att stanna. Hennes resa hade dock fler syften än att bara stötta maken – hon ville även säkra sin bror Olof Törnflychts befordran till ceremonimästare och bevaka Johan Lillienstedts intressen, som fortfarande hoppades på statssekreterarposten. Hermelin, som innehade tjänsten, misstänkte att Christina agerade för sin familjs räkning och såg henne som en rival.
Vid ankomsten till Altranstädt mottogs Christina varmt av Carl och det svenska fälthovet. Hovlivet i Sachsen var präglat av rikedom, trots att Sverige befann sig i ett utdraget krig. Christina blev en central figur vid middagar och sociala tillställningar, där hon kunde påverka diplomatiska frågor. En av de mest kontroversiella händelserna var hertigen av Marlboroughs besök. Det fanns rykten om att Carl och hans medarbetare tog emot mutor från engelsmännen, och innan resan diskuterades hur mycket Marlborough borde erbjuda Carl för att säkra hans stöd. Mutrykten och diplomatiska intriger Carl hävdade att han aldrig tagit emot pengar från utländska furstar, men det var känt att hans medarbetare Hermelin och Josias Cederhielm accepterade mutor från engelsmännen. Vid en middag där Christina och Carl var värdar väckte det misstankar att Christina placerade den engelska diplomaten John Robinsons hustru vid sin sida. Samuel Barck rapporterade till Hermelin att detta ansågs misstänkt och antydde att Christina agerade i samråd med Marlborough. Ryktena om att Carl skulle ha tagit emot mutor fick allvarliga konsekvenser. Christina erkände senare att hon fått ett par örhängen från Marlborough, men Carl förnekade att han tagit emot pengar. Vid en bikt 1712 inför hovpredikanten Jöran Nordberg  försäkrade han att han aldrig låtit sig mutas, även om han bekräftade att Christina tagit emot juveler. Oavsett sanningen skadade dessa anklagelser både Carl och Christinas anseende vid hovet. Carl och Christina, som tidigare haft en stark maktställning, fick nu se sitt inflytande vid hovet minska.

### Furstars och furstinnors vänskap
År 1707 utgjorde höjdpunkten på Carl Pipers politiska karriär. Hans betydelse i det svenska hovet och hans inflytande på Karl XII var välkänt både inom och utanför Sverige. Bevarade brev från kungens farmor änkedrottningen Hedvig Eleonora och kungens syster Ulrika Eleonora visade att de såg honom som en nyckelperson för att påverka kungens beslut. Han själv klagade över att han översköljdes med förväntningar och förfrågningar om att utnyttja sitt inflytande. När Joakim von Düben befordrades 1707 menade Piper att prinsessan Ulrika Eleonora borde inse att det var hans förtjänst snarare än kungens beslut. Carls relation till kungafamiljen manifesterades också genom gåvor och erkännanden. Medlemmar av europeiska furstehus, som drottning Katarina Opalinska av Polen och änkegrevinnan av Tecklenburg, strävade efter hans och Christinas gunst. Christina spelade en central roll i maktstrukturen, där hennes relationer användes för att utöva inflytande. Hon tog emot smycken och gåvor från olika hov, och det fanns en utbredd uppfattning om att hon hanterade de transaktioner som Carl avstod från.
När Christina i februari 1707 reste till Altranstädt för att träffa Carl, följde svenska kungligheter hennes resa noggrant. Hon hade fått löften att påminna Carl om vissa ärenden och att främja Olof Törnflychts och Johan Lillienstedts karriärer. Väl framme i Altranstädt upptogs hennes dagar av besök och möten, då många sökte hennes stöd för att få tillgång till Carl och kungens gunst. Hon observerades knappt vara ensam och hennes tid var ständigt eftertraktad. Det sades att hon knappt hann klä på sig innan hennes sovrum var fullt av supplikanter och att det var omöjligt att tala med henne ensam om hon inte själv önskade det. Ett viktigt uppdrag för Christina var att finna en make åt sin yngsta syster, Anna Maria Törnflycht. Bland friarna fanns flera svenska officerare, däribland Otto Wrangel, Axel Gyllenkrok och Johan August Meijerfeldt. Spekulationerna var många och processen drog ut på tiden tills Christina och Carl satte press på Anna Maria att välja. Till slut föll valet på Meijerfeldt, en högt betrodd officer i Karl XII:s armé. Bröllopet i maj 1707 blev en storslagen tillställning med Karl XII och Polens kung som hedersgäster. Christina var stolt över att två kungar dansade på hennes systers bröllop, vilket hon rapporterade till Ulrika Eleonora.
Efter bröllopet begav sig Christina hemåt och eskorterades av Carl och flera högt uppsatta personer. På hemvägen eskorterades hon av prinsen av Württemberg och ett följe med tio karosser, då hon tog med sig rikligt med gåvor som Piper avstått från, för att i stället överlåta dem åt sin fru. Vägen gick genom Leipzig, Stettin, Berlin, Greifswald och Stralsund. Hennes resa var omgärdad av lyx och hon förde med sig gåvor från olika hov, bland annat fina textilier från Oberlausitz och hästar av kung Fredrik IV av Danmark. Vid besöket av Berlin mottogs hon med stor ära av den preussiska kungafamiljen. Hon behandlades med respekt och bjöds på flera kungliga mottagningar. En incident uppstod dock när hon noterade ett monument i Berlin som hyllade den preussiska segern över svenskarna i slaget vid Fehrbellin 1675. Preussiska hovet tog snabbt ner det för att inte förolämpa henne, och som kompensation fick hon ett briljantarmband av kung Fredrik I. När Christina återvände till Sverige i september 1707 var hon rikets första dam i kungens frånvaro. Hon besökte Stockholm för att rapportera om sin resa till kungliga damerna och förde med sig ett porträtt av Karl XII till kungens farmor. Samtidigt hade Carl påbörjat sin marsch österut, då det svenska fälttåget mot Ryssland inleddes. Christina hade lyckats hålla Carl kvar i kungens närhet, men hon hade inte nått sina mål att få sin bror och svåger befordrade. Trots detta var hennes resa fylld av diplomatiska framgångar och bevis på hennes centrala roll i det svenska hovet.

### Erövringar i krigets skugga

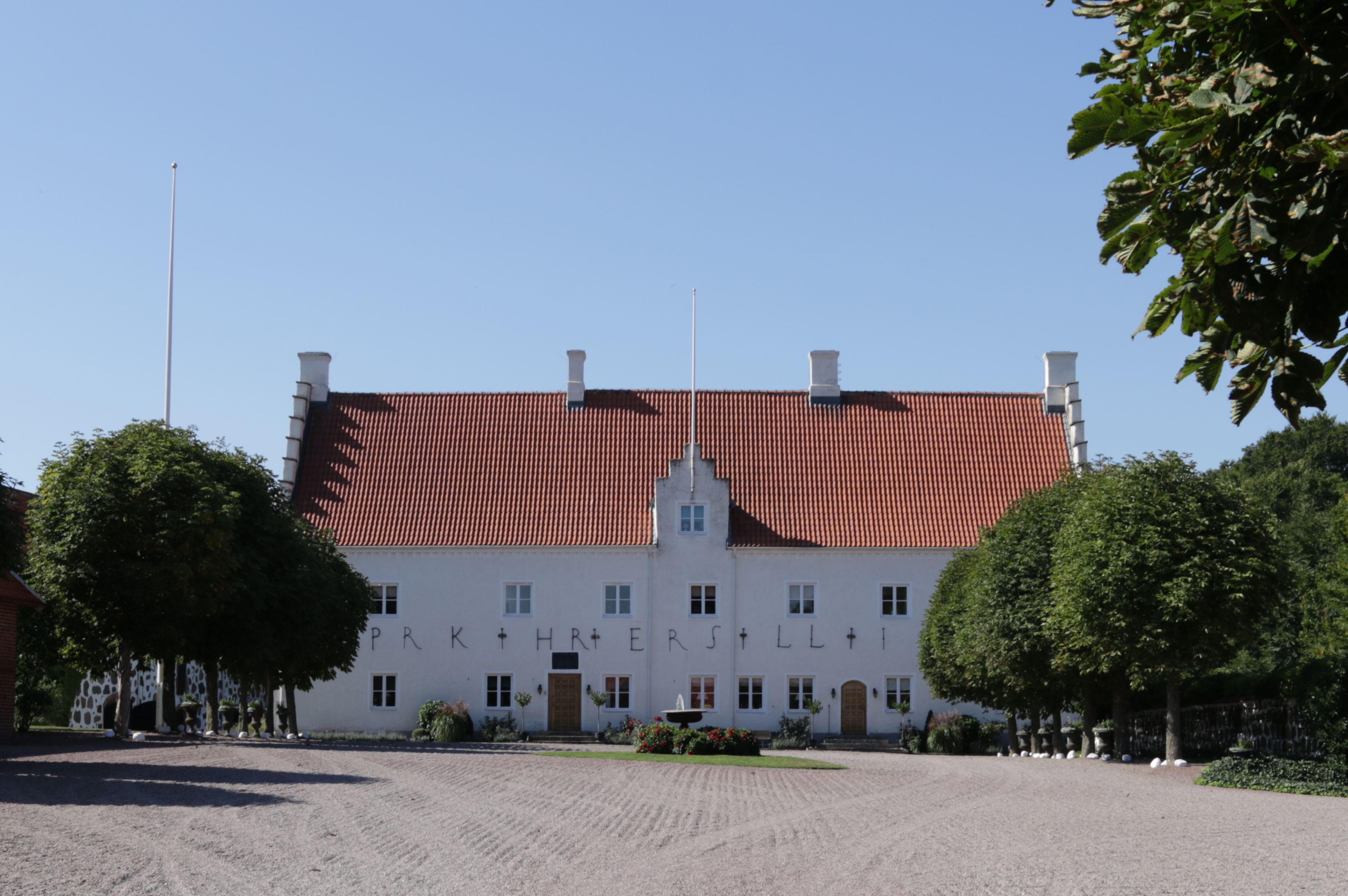
Högestads gods (2018) utanför Ystad i Skåne, som uppköptes av Christina 1706. På Högestad planerades en ombyggnad och en barockträdgård, men dessa projekt fördröjdes av stora nordiska kriget. Trots de ekonomiska påfrestningarna fortsatte Christina att köpa land och byggnader, och genom en affär i mars 1709 fördubblade hon godsets storlek.

Vintern 1709 var ovanligt sträng i Sverige och på Sturefors förstördes fruktträdgården av den hårda kylan. Trots detta fortgick livet och Christina var ansvarig för hushållet, barnens uppfostran, godsdriften och familjens ekonomi. Hon bodde ofta i Stockholm där hon höll ett stort hushåll med en omfattande tjänarstab, trots krigets kostnader. Varje barn hade en egen uppvaktande piga från spädbarnsåldern, och bland personalen fanns en bokhållare, huspredikanten Claudius Hedman för själavården samt hennes personliga tjänare Anna Catharina Sophia Hahn. Barnens guvernant, "Fransöskan" Anna Tettü, lärde dem franska och fungerade även som sällskapsdam. Döttrarna fick en utbildning i kristendom, skrivning, räkning, geografi, musik och sömnad, medan sonen Carl Fredrik från sju års ålder fick en egen informator, Mattias Steuchius, samt en manlig kammartjänare.
Tjänster inom Christinas och Carls hushåll var eftertraktade, eftersom Carl med sin position i fältkansliet och vid Uppsala universitet kunde öppna karriärvägar för sina anställda. Informatorer, dansmästare och sekreterare kunde genom tjänst hos familjen Piper få inflytelserika positioner. Exempelvis ledde informatorns anställning till en aktuariepost i det kungliga kansliet, och dansmästaren Petter Malpart blev senare dansmästare vid Uppsala universitet. Carl Fredriks utbildning var noggrant planerad för att förbereda honom för höga ämbeten. Förutom språk, historia och politik skulle han lära sig självkontroll, goda seder och omsorg om de fattiga. Hans studier pågick från nio på morgonen till fyra på eftermiddagen, med andakt före och efter. Flickornas fostran var lika strikt och inkluderade dans som en del av en hövisk uppfostran.
Samtidigt som Carl deltog i det ryska fälttåget arbetade Christina med att expandera familjens godsägande. Hon köpte upp stora jordegendomar, inklusive Krageholm under 1704 och Högestad under 1706, och engagerade Nicodemus Tessin för att planera ett nytt slott. På Högestad planerades även en ombyggnad och en barockträdgård, men dessa projekt fördröjdes av kriget. Trots de ekonomiska påfrestningarna fortsatte Christina att köpa land och byggnader, och genom en affär i mars 1709 fördubblade hon godsets storlek. Den svenska arméns situation i Ryssland försämrades samtidigt dramatiskt. Vintern hade kostat tusentals soldater livet och brev från Carl blev alltmer sällsynta. I april 1709 sändes den nioårige Carl Fredrik till Uppsala för att påbörja sina akademiska studier, samtidigt som familjen levde i ovisshet om faderns öde. Christina fortsatte dock att hantera familjens angelägenheter, både på gods och i Stockholm, medan det svenska riket befann sig i en alltmer prekär situation.
År 1709 tillhörde hon, tillsammans med Beata Sparre, Märta Berendes, Arvid Horn och överhovpredikanten domprost Laurentius Molin, det hovparti som ledda av greve Carl Gyllenstierna medverkade till att Hedvig Eleonoras impopulära gunstling Anna Catharina von Bärfelt avlägsnades från hovet.

## Makens fångenskap och krigets konsekvenser (1709–1716)

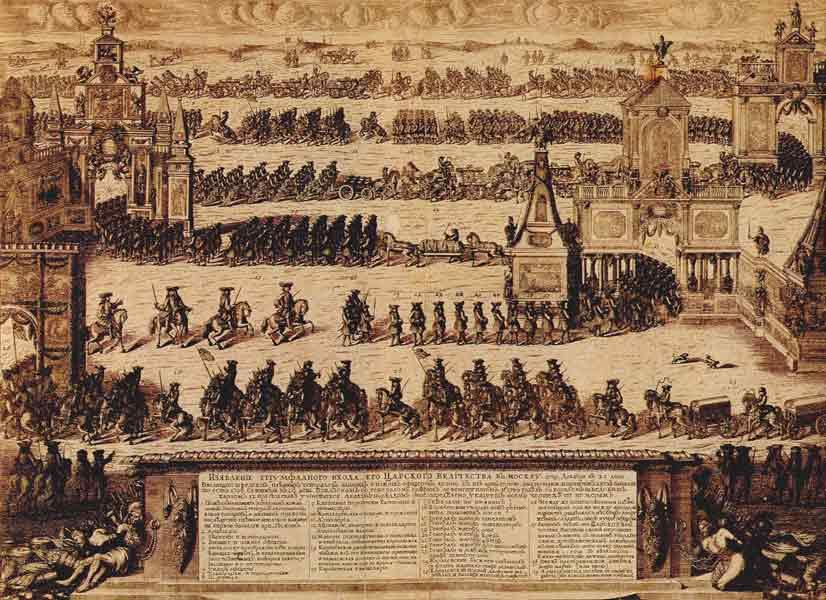
Samtida illustration av det ryska triumftåget i Moskva den 23 december 1709, där Christinas make Carl Piper deltog som krigsfånge.

Under sommaren 1709 nåddes det svenska riket av underrättelser om Karl XII:s nederlag vid Poltava den 28 juni. Carl Piper hade medföljt kungen under striden, men efteråt råkade han hamna vilse ute på slagfältet. För att undvika att bli dödad lät han sig överlämnas som rysk krigsfånge. Kungen flydde till Osmanska riket med ett litet följe, medan resten av armén kapitulerade vid Perevolotjna den 1 juli. För Sverige var detta en katastrof – en hel armé förlorades, kontakten med statsledningen bröts och tusentals familjer drabbades. Förlusten sågs av många som ett gudomligt straff. Ekonomin försämrades ytterligare när panik bland investerare tömde Riksens Ständers Bank. I Stockholm utpekades Carl Piper som medansvarig för nederlaget, och rykten spreds om att Christina tvingades fly från arga folkmassor. Det finns dock inga bevis för att hon faktiskt flydde, även om hon började tillbringa mer tid utanför huvudstaden.
Samtidigt fick Christinas situation uppmärksamhet i Europa. Hertigen av Marlborough skickade kondoleanser och lovade hjälp, medan den polske kungen Stanislaw uttryckte sin sympati. Försök att få Piper frigiven mötte dock hårt motstånd. Ryssarna var särskilt fientliga mot honom och ville inte byta ut honom. Under sensommaren 1709 spreds rykten i Stockholm om att Piper riskerade avrättning, vilket djupt oroade Christina. Utöver Carl hade även hennes bror Michael Törnflycht och hennes kusiner Mikael och Peter Törne tillfångatagits. Carl lyckades få Michael frigiven, vilket var en lättnad för familjen men som skapade missnöje bland övriga fångar. Samtidigt fortsatte kriget. På hösten 1709 anföll danskarna Skåne, och vid årsskiftet marscherade de mot Karlskrona och Växjö. Riga belägrades av ryska trupper, och Christinas skånska gods riskerade att härjas eller förloras. I början av 1710 hölls ett utskottsmöte där landshövdingar och representanter för ständerna diskuterade krigets ekonomiska bördor. Karl XII krävde mer resurser, samtidigt som handeln avstannat och staten var i kris. Bland åtgärderna fanns lyxförbud, skatt på peruker och begränsningar vid bröllop och begravningar. Adeln förväntades bidra frivilligt till statskassan, och kritik riktades mot dem som undvek sitt ansvar. Christina tillfrågades att donera men hävdade att hon redan gjort avsevärda förskott och bar kostnader för Carls fångenskap. Hon erbjöd sig att skänka silver men ville först se hur mycket andra bidrog med.
Hennes tvekan väckte kritik, särskilt när andra adelskvinnor skänkte betydande summor. Deputerade från adelsståndet skickades till hennes hem i Petersenska huset, men hennes tjänstefolk avvisade dem. Efter påtryckningar gick hon med på att ta emot sändebudet och lovade att donera över ett tusen lod silver samt eventuellt efterskänka en skuld på 12 000 riksdaler om hennes man gav sitt godkännande. Hon försäkrade att hon skulle bidra mer om ridderskapet kunde få Carl fri. Trots sina ekonomiska åtaganden var Christina fortsatt mycket förmögen. Hon ägde stora mängder silver och juveler, och hennes ovilja att bidra mer väckte diskussioner om moral och plikt. Hon såg dock sig själv som en skicklig förhandlare snarare än en ovillig mecenat. Detta var inte första gången hon försökte undvika att bidra, och tidigare hade hon avvisat förfrågningar från Kammarkollegium. Hennes vägran att bidra tidigare hade irriterat högt uppsatta personer som Fabian Wrede och Erik Sparre, vilka ansåg att de som blivit rika genom kungens gunst borde bidra mer än de som ärvt sin förmögenhet..
Samtidigt drabbades Stockholm av pesten hösten 1710. Sjukdomen spreds snabbt i staden och mer än tjugo tusen människor dog. Christina och hennes familj flydde till landsbygden, där de levde isolerade på Sturefors. Hovet och andra ämbetsmän hade också flytt och många undvek kontakt med omvärlden. Sonen Carl Fredrik skickades inte tillbaka till Uppsala utan fick stanna hemma och studera i ensamhet. Trots att familjen var uttråkad förblev de friska, medan pesten fortsatte att härja i landet. Först sommaren 1711 började en återgång till det normala, men många försiktighetsåtgärder kvarstod.

### Christinas påtryckningar
Christina arbetade ihärdigt för att få sin make Carl frigiven från rysk fångenskap. I juni 1711 fick hon rådet att erbjuda ekonomiska garantier för en permission, men utan resultat. Hon försökte även få Carl utväxlad mot polska krigsfångar genom kung Stanislaw, men även detta misslyckades. 1714 protesterade hon mot planerna att byta ut den ryske generalen Avtonom Golovin mot svenska officerare, av rädsla för att minska Carls chanser att bli fri. Hon kritiserade även den bristfälliga hjälpen till svenska fångar och stod själv för stora kostnader, bland annat genom att hantera transaktioner åt familjer som ville skicka pengar till anhöriga i fångenskap. Carls korrespondens med Christina skedde på tyska och breven passerade den ryska censuren innan de släpptes vidare, vilket är anledningen till att de huvudsakligen var formella till sin karaktär och mestadels handlade om ekonomiska angelägenheter. Privata ämnen utelämnades då ingen av dem ville riskera att värdefull information skulle hamna i ryssarnas händer. Ibland kunde Christina skicka kläder och brännvin till Piper och ibland fungerade hon som mellanhand mellan förvaltningskontoret i Moskva och myndigheter och privatpersoner i Stockholm.
Vid en genomgång 1715 visade det sig att Christina och Carl bidragit med över 266 000 riksdaler till staten, varav hälften efter 1709. Trots detta fanns misstankar om att de utnyttjat sin position. I januari 1714 predikade hovpredikanten Johannes Ekendahl om att en engelsk herre mutat en svensk minister för att få Karl XII att invadera Ryssland. Detta antydde att Carl Piper var inblandad, vilket väckte stark reaktion hos Christina. Hon skrev ett protestbrev till kungen och försvarade sin make. Hon betonade att Carl aldrig tagit emot pengar från utländska makter, förutom en gratifikation från kung August under fredsförhandlingarna i Sachsen. Hon erkände att hon själv fått gåvor, såsom ett porträtt från det kejserliga hovet och smycken från Marlborough och det danska hovet, men förklarade att detta var diplomatiska presenter. Efter diskussioner i riksrådet tvingades Ekendahl ta tillbaka sina anklagelser, men misstankarna levde kvar.
Trots motgångarna hade Christina inflytelserika vänner. Ärkebiskopen Haquin Spegel var en av familjens stödjare, och även det avsatta polska kungaparet, som levde i exil i Kristianstad, var nära dem. Hösten 1713 besökte den polska drottningen Christina i Norrköping, eftersom det var opraktiskt att hysa hela det polska hovet på Sturefors. Besöket var en ära för Christina men en belastning för stadens magistrat, som tvingades ordna logi och stallplatser. Vid denna tid blev det tydligt att många i Sverige ville ha fred. Landets ekonomi var i kris, och Christina insåg de skador kriget orsakade. Karl XII avfärdade dock alla fredsförslag. När rykten om kungens död vid kalabaliken i Bender nådde Stockholm 1713, sammankallade riksrådet en riksdag för att få mandat att fatta beslut. England erbjöd sig att medla i fredsförhandlingar, och prinsessan Ulrika Eleonora bjöds in för att ge processen kunglig legitimitet. Christina uttryckte sin glädje i ett brev och hoppades på fred. Riksdagen skickade en officiell skrivelse till Karl XII, men när kungen svarade med ett absolut förbud mot riksdagens sammankallande slog det ner alla förhoppningar. Riksdagen upplöstes, ständerna fick återvända hem, och utsikterna till fred förblev avlägsna.

### Investeringar och familjeäktenskap

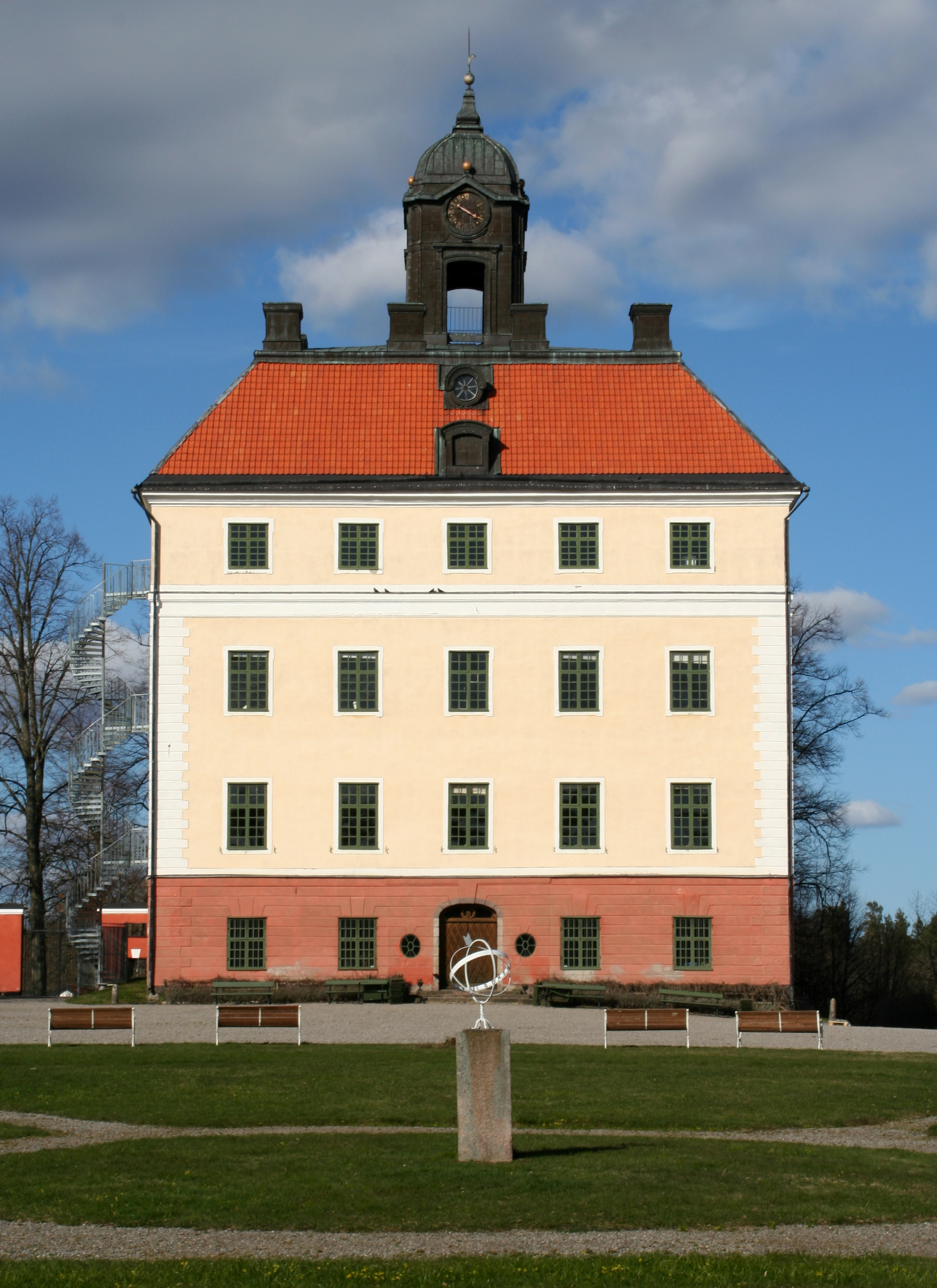
Ängsö slott (2008) utanför Västerås i Västmanland, som uppköptes av Christina 1710. Ängsö blev en symbol för familjen Piper och senare deras gravplats, även om Christina själv aldrig bodde där permanent. Delar av egendomen tillhör än idag familjen Piper.

Trots krigets påfrestningar och makens fångenskap i Ryssland fortsatte Christina att utöka familjens godsinnehav. Under de ekonomiskt svåra åren i Sverige var det en köparens marknad, och hon hade resurser att investera. Från 1712 tillbringade hon mer tid på Sturefors än i Stockholm, men behöll en stor stab av tjänare. Ett av hennes tidiga köp var Ängsö slott 1710 i Västmanland, där Carls far tidigare varit häradshövding. Egendomen tillhörde Johan Sparre, en adelsman som hamnat i ekonomiska svårigheter. Affären ledde till långdragna tvister då Sparre hävdade att han fortfarande var den rättmätige ägaren. Tvisten avgjordes i Göta hovrätt, där Christina fick betala vissa omkostnader men behöll Ängsö.
Ytterligare en rättsstrid uppstod när Christina beordrade skogsavverkning på en närliggande ö, vilket änkedrottningen ansåg vara hennes rättighet. Trots att tinget dömde till änkedrottningens fördel förhalade Christina ärendet i nitton år innan det slutligen avgjordes till hennes fördel 1729. Ängsö blev en symbol för familjen Piper och senare deras gravplats, även om Christina själv aldrig bodde där permanent. Samtidigt genomförde hon sin största affär i Skåne genom att 1710 börja köpa upp Andrarums alunbruk. Alun var en eftertraktad vara som användes för färgning, garvning, pappersframställning, medicinska ändamål samt som bränsle, och flera europeiska länder satsade på inhemsk produktion. Trots tidigare ekonomiska problem såg Christina potentialen och fortsatte investera. Hon förvärvade flera skånska gods, inklusive Glimmingehus, Björnstorp och arrenderingen av Häckeberga, vilka tillsammans med Krageholm bildade ett stort godskomplex. Skånes gynnande klimat och godsägarnas kontroll över böndernas arbetskraft genom hoveriet gjorde investeringarna lönsamma.
Investeringarna var dock riskabla. 1709 invaderades Skåne av danska trupper och landskapet blev hårt beskattat under ockupationen. Svenskarna återtog kontrollen efter slaget vid Helsingborg 1710, men förlusterna var stora. Flera städer plundrades och bönderna pressades av skatter. Dessutom drabbade den asiatiska böldpesten Malmö och Ystad, vilket ytterligare förvärrade situationen. Trots dessa motgångar fortsatte Christina att satsa. 1715, samtidigt som Sverige rustade mot ryska och danska trupper, ökade hon sin andel i Andrarums alunbruk. Hon agerade som en riskkapitalist och byggde en ekonomisk maktposition som var unik för en kvinna vid denna tid.
Christina och hennes familj påverkades inte ekonomiskt av de svåra tiderna under krigsåren, mycket tack vare arvet efter hennes far Olof Hansson Törnflycht, som avled 1713. Vid sitt frånfälle var han en av sin tids rikaste män och hans arv fördelades lika mellan barnen, vilket gav Christina en ansenlig andel. Dessa resurser var viktiga eftersom Christina och Carl hade gjort stora ekonomiska bidrag till kronan. Familjens döttrar Charlotta Christina, Hedvig Maria och Ulrika Eleonora nådde giftasvuxen ålder under denna tid. Med Carl som krigsfånge fanns inga utsikter för furstliga äktenskap, så Christina sökte adliga svärsöner med börd men som led av ekonomiska svårigheter. Hon såg äktenskap som affärer och använde sin förmögenhet för att säkra gynnsamma allianser för sina döttrar.
Charlotta Christina gifte sig med greve Ture Gabriel Bielke, en aristokrat vars familj förlorat sin förmögenhet. Bielke hade en imponerande utbildning och tjänstgjorde lojalt under Karl XII. Christina löste panten på två av hans familjehus i Stockholm och skänkte dem till paret. Hon lämnade även ett lån med Örbyhus som säkerhet, vilket senare återbetalades. Hedvig Maria gifte sig med generalmajor Sten Arfvidsson Natt och Dag, som deltagit i Karl XII:s viktigaste fältslag. Christina hjälpte honom ekonomiskt genom att lösa ut hans syster och svåger ur släktgodset Magda, vilket gjorde att han blev ensam ägare. Hans status steg ytterligare när han 1720 upphöjdes till friherre och fick rätt att återta familjenamnet Sture. Den tredje dottern, Ulrika Eleonora, gifte sig med Bengt Ribbing, en officer som senare blev friherre och generalmajor. Alla tre svärsönerna var etablerade militärer med adliga anor men saknade ekonomisk stabilitet. Christina säkerställde deras framtid genom olika finansiella arrangemang och befäste den piperska släktens ställning, vilket gynnade sonen Carl Fredrik i hans karriär.
Christina engagerade sig inte bara i sina svärsöners ekonomi utan bevakade även deras befordringar. Hon hade ett starkt inflytande över familjens angelägenheter och såg till att alla fick en tryggad framtid. Samtidigt såg hon till att hennes son, Carl Fredrik, fick den bästa utbildningen. Han skickades som nioåring till Uppsala för att studera under noga utvalda informatorer och professorer. Under hans ledigheter såg Christina till att hans studier fortskred. Han fick en gedigen utbildning både i Sverige och utomlands och utvecklade stora kulturella intressen. Det finns uppgifter om att Karl XII ville se Carl Fredrik i krigstjänst, men Christina säkerställde att han fortsatte sina akademiska studier för att bli ämbetsman istället för officer.

### Carl Pipers död

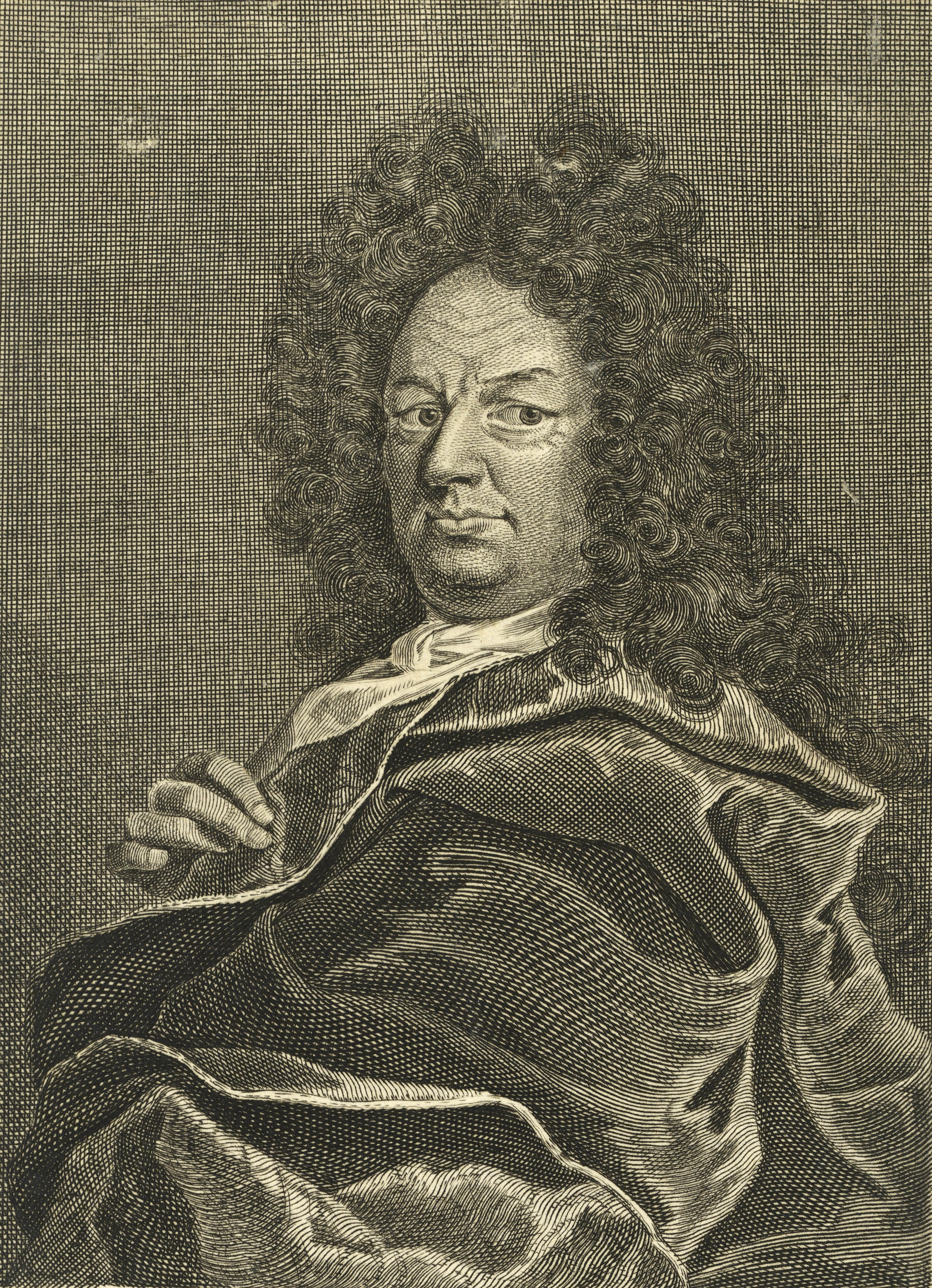
Carl Piper av Martin Bernigeroth.

Carl Pipers fångenskap i Ryssland var hård och tragisk. I augusti 1714 skrev han till kungen om sin försämrade hälsa. Vid sextiosju års ålder var han märkt av sjukdomar och den påfrestande uppgiften att hjälpa sina medfångar. Han hade lidit av lunginflammation, bröstsmärtor och gikt, men hans största begränsning var de hårda ryska restriktionerna. I december 1714 förflyttades han och ett antal svenska militärer från Moskva till Sankt Petersburg, där fängelseförhållandena blev ännu svårare. Orsaken var ryska repressalier mot Sveriges behandling av ryska fångar. Trots sin svaghet organiserade han understöd till svenska fångar, vilket framgår av hans sista dagboksanteckning den 19 december 1714. Efter detta finns få bevarade brev, och hans hälsa tycks ha försämrats ytterligare. I Sankt Petersburg hölls Piper isolerad, och den enda kontakten med omvärlden skedde genom hans lakej Petter Holling. Genom Holling fick Piper veta att han tvingats skriva under en växel på 30 000 riksdaler och bad Christina att inte lösa in den. Karl XII förbjöd henne att göra det, vilket ledde till ryska vedergällningar. General Ivan Trubetskoj, en högt uppsatt rysk fånge i Sverige, placerades i hård arrest som hämnd. När Carl skickades till fästningen Nöteborg fängslades även Trubetskoj och hans familj i Jönköping.
Rykten uppstod om att Christina kunde ha köpt sin mans frihet men valde att inte göra det. Dessa påståenden saknade belägg och verkar vara en efterhandskonstruktion för att misskreditera henne. Ryssarna pressade Piper på pengar, men det fanns aldrig en reell möjlighet att köpa hans frihet. Hovpredikanten Jöran Nordberg berättade att tsar Peter krävde Piper på 100 000 riksdaler som kompensation för holländska fartyg som ryssarna av misstag bränt i Helsingfors. När Piper vägrade utsattes han för tortyr, svält och isolering. Till slut tvingades han skriva på en växel på 30 000 riksdaler, men Karl XII förhindrade att den löstes in. Pipers fångenskap blev allt hårdare, och han dog i fängelset i Nöteborg den 29 maj 1716, sannolikt på grund av den behandling han utsattes för. Hans kropp konserverades i väntan på en eventuell transport till Sverige. Efter Pipers död uppstod problem kring hans testamente. Han hade önskat att hans egendomar skulle gå till familjen, att medel skulle avsättas för svenska fångar och att hans trogna tjänstefolk skulle få understöd. Dock saknades resurser för att uppfylla alla hans önskningar. I oktober 1716 bad hovmästaren Vinhagen Christina att garantera 1 000 riksdaler för att fullfölja Pipers sista vilja.
Carl Pipers testamente, skrivet 1712, var medvetet vagt för att inte avslöja familjens ekonomiska situation för ryssarna. Christina skulle ärva allt, men om en uppdelning krävdes så skulle sonen Carl Fredrik få dubbelt så mycket som sina systrar. Piper avsatte också pengar till stipendier vid Uppsala universitet och Linköpings gymnasium och bad Christina att samråda med ärkebiskop Spegel om detta. Han visade lojalitet mot sina kollegor och tjänare och såg till att hans lakejer och följeslagare i fångenskapen skulle tas om hand av Christina.
Christina ägnade efteråt sitt liv åt att bevara Carls arv och säkerställa att deras son, Carl Fredrik, fick en gedigen utbildning. Under 1716 lät Christina prägla en medalj till minne av sin avlidne make. Frånsidan av medaljen avbildar en klippa som reser sig ur havet medan vågorna slår mot dess sidor, ackompanjerad av den latinska texten Tamen. Altior. Extat. ("Likväl synes den högre [än böljorna]"). Numismatikern Bror Emil Hildebrand tolkade motivet som en symbol för Pipers uthållighet i rysk fångenskap och hans seger över avund. Dock var det inte Christina eller medaljens formgivare, Nicolas Keder, som skapade devisen. Motivet och texten är hämtade från en medalj över kardinal Mazarin. Genom att knyta Carl Piper till Mazarin etablerades en koppling mellan den svenska adeln och Europas maktelit, vilket var en av medaljens funktion – att manifestera en gemenskap med den etablerade aristokratin.

## Nybliven änka och frihetstidens politiska förändringar (1716–1727)

### Carls begravning och fredsslutet
Efter Carl Pipers död blev Christina formellt ansvarig för hushållets egendomar, vilket gav henne en ledande roll över familjens ekonomi och verksamheter. Enligt Carls testamente skulle hans kvarlevor föras till Sverige och vid ankomsten skulle Christina ge bort 1 000 daler silvermynt till fattiga, särskilt kvinnor. I januari 1717 fick Christina besked om att Carls kvarlevor skulle transporteras från Ryssland till Åland. Hon begärde att fregatten som skulle hämta honom skulle ha svart vimpel och flagga, vilket också skedde vid transporten. Carl återvände till Sverige och hans kista stod vintertid vid Munkbron i Stockholm innan han begravdes i Ängsö kyrka den 3 maj 1719. Christina hade övervägt andra platser för begravningen men valde till slut Ängsö på grund av de restriktioner som förelades för begravningar och eventuellt för att undvika uppror från de som lastade Carl för Sveriges förluster i kriget. Hovpredikanten Jöran Nordberg förrättade jordfästningen, där han citerade ur Gamla testamentet om Guds vrede och Carls öde.
Vid samma tidpunkt stupade Karl XII den 30 november 1718 vid belägringen av Fredrikstens fästning och kungens syster Ulrika Eleonora blev regerande svensk drottning, innan hon senare under 1720 överlämnade makten till sin make, den blivande kung Fredrik I. Fredsförhandlingarna med Ryssland hade just inletts och Christina var pessimistisk om att freden skulle gynna Sverige, eftersom landet tvingades avträda flera viktiga provinser till Ryssland, inklusive Livland, Estland, Ingermanland och delar av Karelen. Under samma period såg Christina på freden som något bättre än ett fortsatt krig, även om resultatet var en mager fred för Sverige. Christina var också engagerad i de politiska förändringarna i Sverige. Under 1721, medan fredsförhandlingarna pågick mellan Sverige och Ryssland, skrev Christina till sin blivande svärson Axel Löwen. Hon kommenterade de pågående fredsförhandlingarna och såg freden som nödvändig för att avsluta kriget, även om hon inte förväntade sig ett fördelaktigt resultat för Sverige. Hon hänvisade också till de förändringar som skedde i Europa, där länder som England och Frankrike såg handel som en väg till välstånd. I Sverige drev hennes svåger, kanslipresidenten Arvid Horn, en politik som fokuserade på att uppnå fred med Ryssland för att sedan stärka svensk handel genom en allians med Storbritannien. Detta ledde till motsättningar inom familjen, eftersom vissa, som de i det holsteinska partiet, stödde en mer ryskvänlig politik.
Efter undertecknandet av freden i Nystad den 30 augusti 1721 återvände tiotusentals soldater och krigsfångar hem till Sverige, många av dem lemlästade och sjuka, vilket innebar stora sociala och ekonomiska utmaningar för landet. Många gårdar var fattigare, och det rådde ett markant kvinnoöverskott på grund av den höga dödligheten bland männen under kriget. Trots dessa svårigheter medförde freden också nya möjligheter för utveckling och förändring. Christina befann sig i en förändrad position. Hennes roll som hustru hade under Carls liv varit starkt beroende av honom, men med hans död blev hon formellt överhuvud för hushållet och familjens förmögenhet.

### Flytten till Skåne
Christina var van att fatta självständiga beslut och styra familjens ekonomi. Efter Carls död blev hon formellt ansvarig för hushållets förvaltning, inklusive barnens uppfostran och familjens tillgångar. Hon tillhörde en liten grupp kvinnor i 1700-talets Sverige som kontrollerade en egen förmögenhet och hade rätt att föra sin egen talan i ekonomiska frågor. Sturefors, hennes morgongåva, förblev den mest lönsamma egendomen, medan barnen fick räntor från familjens gods. Christina behöll även flera stadsegendomar, bland annat huset i Stockholm och trädgårdarna på Kungsholmen. Juvelsamlingen fördelades mellan henne och barnen, men Christina behöll de mest värdefulla smyckena, däribland en briljant värd 72 000 riksdaler.
Efter freden och förändrade ekonomiska förutsättningar valde Christina att lämna Stockholm och bosätta sig på Krageholm i Skåne, en region som var förött av krigshärjningar och kanske mer ekonomiskt nedgånget än andra platser i landet. Här fokuserade hon på att utveckla sina egendomar genom investeringar och restaureringar. Vid Krageholm inrättade hon ett kapell, påbörjade ett trädgårdsprojekt och såg gården som en central punkt för sina affärer. Samtidigt engagerade hon sig i sina svärsöners karriärer, särskilt Axel Löwen, vars brevväxling med henne började när han friade till hennes dotter Sofia Carolina 1721. I drygt tio år pågick denna brevväxling, och Christina gav Löwen detaljerade instruktioner om hur han och de andra svärsönerna skulle avancera i sina karriärer, ofta genom sina kontakter i Stockholm. Hon var också inblandad i flera juridiska tvister. Danskar hävdade att gods hon ägde borde återlämnas, och den tidigare guvernören Carl Gustaf Hårdh verkställde återlämnandet av egendomar enligt fredsavtalet. Christina motsatte sig detta och ansåg att flera av hennes gods inte kunde betraktas som krigsbyten. Hon använde juridiska processer och personliga kontakter för att försvara sin egendom och var beredd att förhandla och göra uppgörelser när det var nödvändigt.
Christinas brev avslöjade hennes omfattande engagemang i både affärsmässiga och familjära frågor. Hon instruerade sina svärsöner i politiska och ekonomiska strategier och hjälpte till att ordna tjänster och positioner för sina familjemedlemmar. Hon hade en djup förståelse för hur maktstrukturer fungerade och visste exakt vilka kontakter hon skulle utnyttja för att påverka beslut till sin fördel. Samtidigt som hon drev sina affärer var Christina också en engagerad mor och farmor. Hon skrev ofta till sina barn och svärsöner, gav dem råd och visade ett starkt stöd för deras livsval. Trots att hennes barn nu var vuxna och hade egna familjer, fortsatte hon att vara en central gestalt i deras liv.

### Livet som änka och förluster

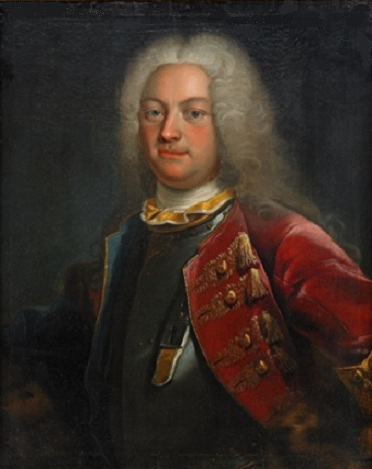
Christinas son Carl Fredrik Piper. Målning av Lorens Pasch den äldre.

Vid fyrtiofyra års ålder blev Christina änka och valde att inte gifta om sig, trots att hon var ekonomiskt oberoende och hade möjligheter. För unga änkor var det vanligt att gifta om sig för att undvika celibat och socialt utanförskap, men Christina såg praktiska skäl att avstå. Ett nytt äktenskap kunde innebära att en make tog över hennes affärsverksamhet och ekonomiska beslut, vilket skulle begränsa hennes självständighet. Det fanns också få lämpliga kandidater på grund av förlusterna i det stora nordiska kriget. Hennes lojalitet till sin avlidne make och hennes starka vilja att styra sina egna affärer vägde troligtvis tyngst i beslutet att förbli ogift.
Christina var långt ifrån ensam och hade en nära relation till sina barn, särskilt sonen Carl Fredrik, som ofta vistades hos henne när han inte var utomlands. Under 1720-talet var de i ständig kontakt, och i deras brev framgick det att han ofta besökte henne eller var på väg till henne. Christina hade stort inflytande över hans liv och affärer, vilket märktes i hur hon styrde hans utbildning och ekonomiska val. I juli 1726 nämnde han att hans systerdotter Eva Charlotta Bielke firade sin födelsedag med gäster från Ystad och närliggande gårdar, ett exempel på de starka familjebanden.
Vid början av frihetstiden hade Christinas familj förändrats dramatiskt. Hennes make, far och systrarna Inga Horn och Anna Maria Meijerfeldt var borta, och endast hennes mor och systern Margareta Lillienstedt samt bröderna Olof och Mikael Törnflycht fanns kvar vid livet. Vid 50 års ålder 1723 var Christina inne i en expansiv fas, där affärer och juridiska tvister upptog mycket av hennes tid. Samtidigt förberedde hon dottern Sofia Carolinas bröllop. Trots att Sofia endast var 14 år ville Axel Löwen gifta sig med henne redan året innan, men Christina insisterade på att skjuta upp det tills hon var äldre och tills Carl Fredrik hunnit återvända från sina resor. Hon föredrog också ett landsortsbröllop istället för en ceremoni i Stockholm. Till slut bestämdes att bröllopet skulle hållas den 4 juli 1723, troligtvis på Högestad, i linje med familjens traditioner. Vid samma tid hade Carl Fredrik uppmärksammat fröken Ulrika Mörner, dotter till fältmarskalken Carl Mörner och änkegrevinnan Christina Anna Mörner. Hon tillhörde den högadliga Bielke-släkten men saknade ekonomiska resurser. I ett brev till sin syster kallade Carl Fredrik sig själv för en "fattig stackare", men i verkligheten var det snarare Ulrika och hennes mor som hade turen att ha honom som friare. Efter sju år gifte sig Carl Fredrik och Ulrika 1731, då han redan fått Piperska palatset i Stockholm och egendomen Ängsö av sin mor, där han sedan bosatte sig.
Under 1720-talet drabbades Christina av flera svåra förluster. I början av 1727 dog hennes mor, och strax därefter avled hennes äldsta dotter Charlotta Christina samt Hedvig Marias make Sten Arfvidsson. Charlotta efterlämnade tre små barn, och Christina tog särskilt hand om dotterdottern Eva Charlotta, som redan bodde hos henne. Efter moderns död blev Eva Charlotta permanent omhändertagen av Christina och tillbringade sin uppväxt på Krageholm. Samtidigt pågick arvstvister inom familjen. Arvet efter Christinas mor var stort, men uppdelningen var problematisk. Modern hade i sitt gåvobrev gynnat Christinas syskon mer än henne, något Christina motsatte sig. Hon menade att deras far velat att arvet skulle delas jämnt. Hennes bröder, särskilt Olof och Mikael Törnflycht, försvarade moderns beslut och hävdade att Christina, som redan var förmögen, inte behövde lika mycket. Den utdragna rättsprocessen slutade dock med att Christina fick igenom flera av sina krav. Hon fick nya tillgångar samt egendomen Berga i Västerhaninge, vilket ytterligare stärkte hennes ekonomiska ställning.

### Den nya politiken
Christina hade fortfarande ett stort intresse för politik, men hon valde att avstå från att aktivt delta i det politiska livet i Stockholm. Trots att hon hade kunskap om beslutsprocesser, omsorg om sina svärsöners karriärer och en stor förmögenhet, var hennes möjligheter att påverka politiken i Stockholm begränsade som en följd av Karl XII:s död och senare Fredrik I:s maktskifte. Christina hade tidigare haft en stark politisk position och varit en viktig förmedlare av befordringar inom staten, men under frihetstidens politiska förändringar var det svårt för henne att behålla en aktiv roll i huvudstaden. Trots sitt avståndstagande från Stockholm och den nationella politiken, fortsatte Christina att påverka den nationella politiken indirekt genom sina barn och svärsöner. Vid riksdagen 1726 var hennes hus i Stockholm ett nav för hennes son Carl Fredrik och svärsönerna, där de kunde få hjälp och råd för att etablera sig i den politiska världen. Christina uppmanade sina svärsöner att ta hand om Carl Fredrik under hans debut i politiken och ansåg att riksdagen skulle vara ett viktigt tillfälle för honom att skaffa sig erfarenhet i politiska frågor. Riksdagen 1726–1727, som präglades av dramatiska utrensningar och politiska intriger, gav både Carl Fredrik och Ture Gabriel Bielke värdefull erfarenhet. Efter riksdagen blev Ture Gabriel Bielke utsedd till riksråd, och Arvid Horns politiska inflytande stärktes ytterligare. Under 1724 lät Horn sälja Schönfeldtska huset till Christina, samma år som han köpte Ekebyholms slott.
Även om Christina avstod från att aktivt delta i politiken fortsatte hon att engagera sig i utbildningens betydelse, både för sina egna barn och för samhället i stort. Hon delade sin och Carls starka tro på utbildningens värde, vilket också reflekterades i de stipendier som Carl donerat för studenter vid Linköpings gymnasium och Uppsala universitet. Christina följde noggrant stipendiernas förvaltning och var själv aktiv i att påverka vilka som skulle bli stipendiater, som när hon föreslog Elias Lindgren från Eksjö för ett stipendium, men mötte motstånd från biskop Erik Benzelius, som ansåg att Lindgren inte var tillräckligt begåvad för att ta emot stipendiet. Christina och Carl var en del av den samhällsgrupp som betonade vikten av teoretisk utbildning och som satte sitt hopp till kunskap som en väg till framgång. Detta reflekterades i deras engagemang för olika utbildningsinitiativ, och det var inte ovanligt att Christina stöttade utbildningsprojekt för att främja samhällets intellektuella utveckling. När Christina senare donerade sitt orangeri till Lunds universitet, både för att minska sina egna kostnader och för att främja utbildningen, underströk detta hennes långvariga engagemang för utbildningens roll i samhället. Christina spelade en avgörande roll i att bevara och stärka det kapital som donerats av Sigvard Grubbe till Lunds domskola. Efter att Grubbes måg, Jochum Beck, hade förlorat det i en konkurs, såg Christina till att säkra och föröka dessa medel, vilket resulterade i det så kallade Grubbe-Piperska stipendiet vid Lunds universitet. Hennes insats bidrog till att bevara en viktig utbildningsfond. Christina hade också ett starkt engagemang för kulturella frågor, vilket tydligt framgick av de intellektuella och kulturella kontakter som både hon och Carl upprätthöll. Carl Fredrik blev en betydande figur inom den litterära och konstnärliga världen, med vänner och beskyddare som författaren Olof von Dalin och arkitekten Carl Hårleman, som alla hade en nära koppling till Christina och Carl. Dessa kulturella nätverk visade på ett brett stöd för konst och litteratur, och de var också en del av Christinas och Carls större ambition att påverka samhället.

## Växande imperium i Skåne (1725–1736)

### Godsinnehavet i Skåne och alunbruket i Andrarum

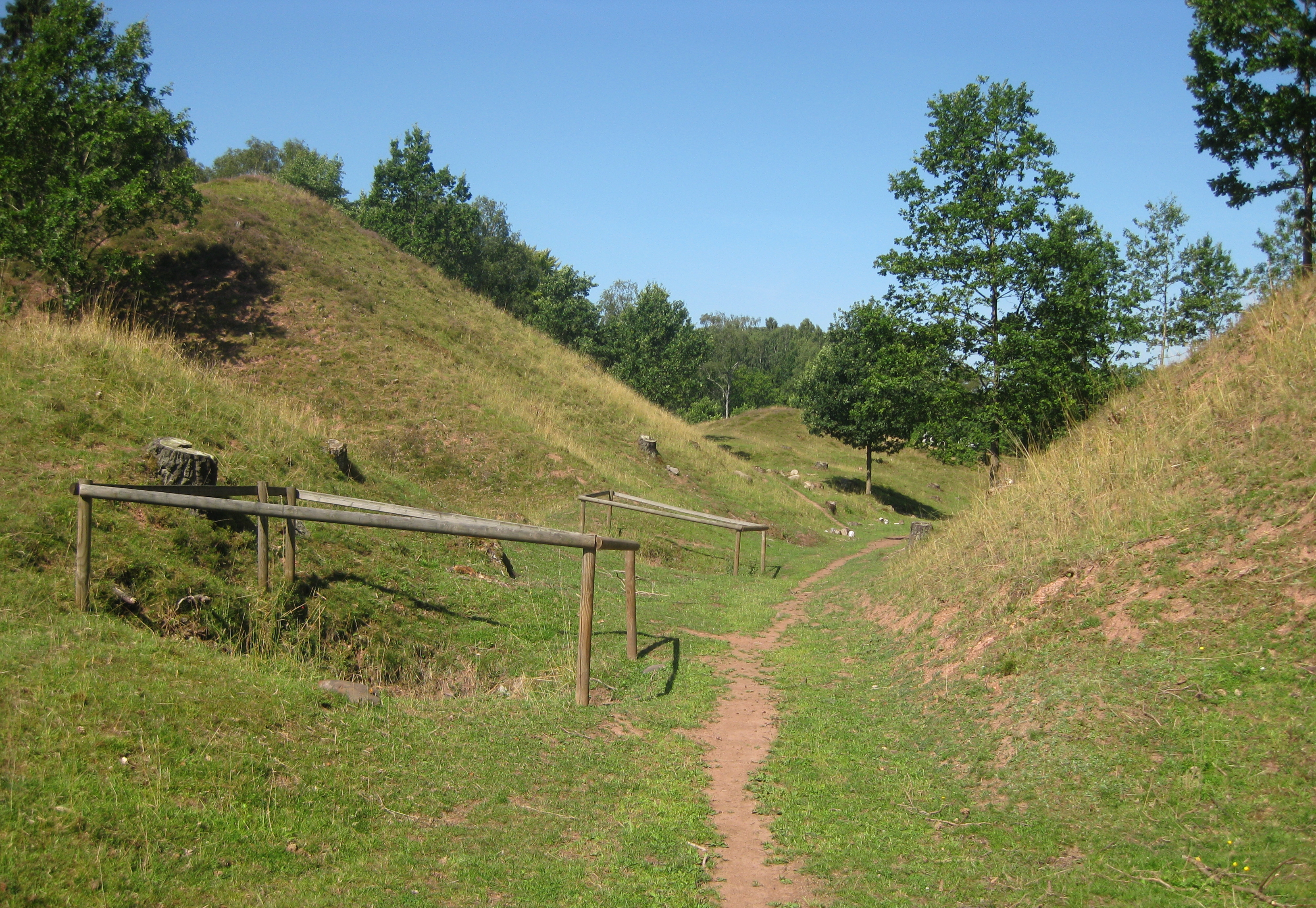
Slagghögar vid Andrarums alunbruk i Skåne.

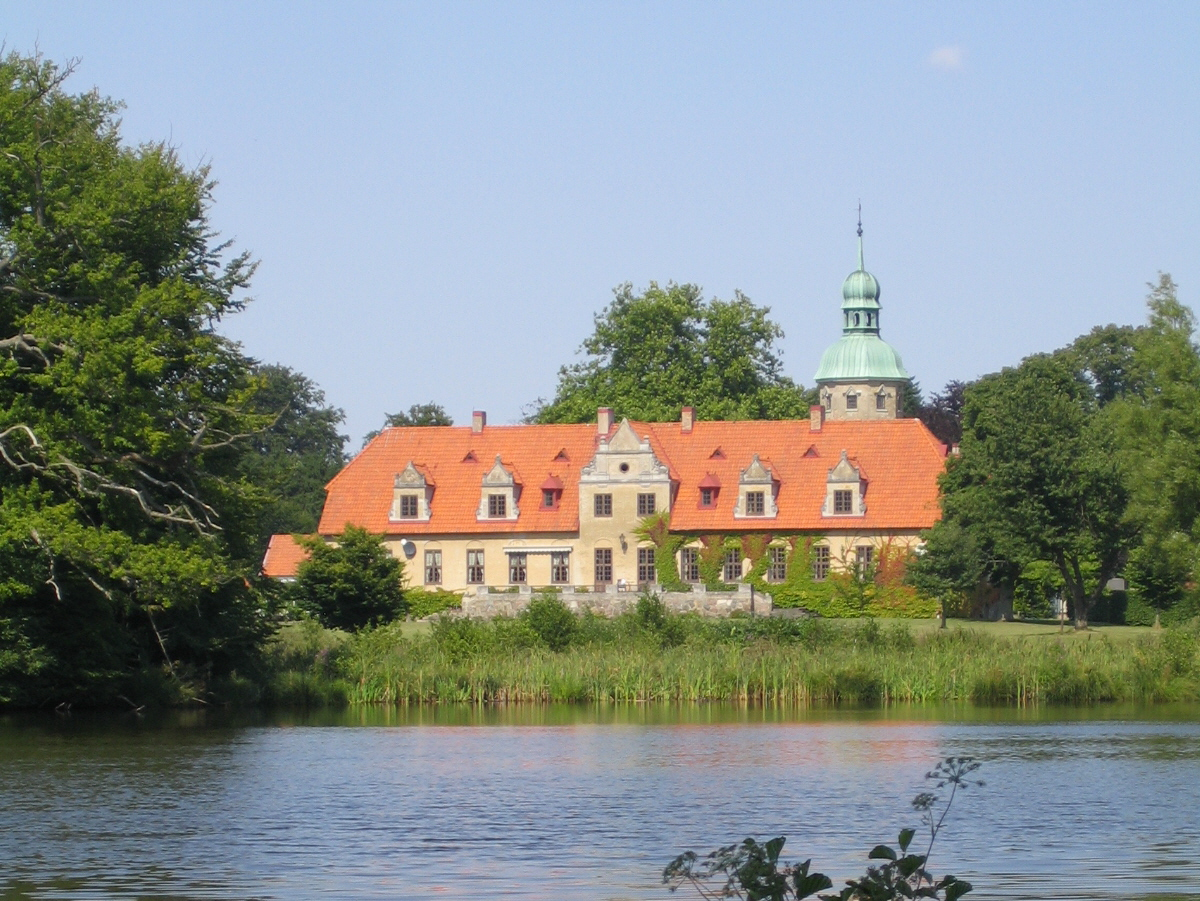
Toppeladugårds slott i Genarps socken i Skåne, som uppköptes av Christina 1725. Hon lät bygga ett korsvirkeshus och anlade en barockträdgård som fick beröm av Carl von Linné.

Efter att ha övertagit alunbruket och Östra Torup under 1725, den senare efter att hon hade bytt bort sin egendom Glimmingehus till överstelöjtnant Joakim Beck-Friis, kontrollerade Christina ett stort godsinnehav som omfattade Björnstorp, Assartorp, Toppeladugård, Krageholm, Högestad och flera andra gårdar. Hennes godsinnehav omfattade en landareal i sydöstra Skåne som var större än ett tyskt furstendöme och sträckte sig också till uppsvenska egendomar. Detta omfattande godsinnehav inbringade stora förmögenheter och gav henne ett stort inflytande både lokalt och regionalt. Vid Toppeladugård, som hon förvärvade 1725, byggde hon ett korsvirkeshus och anlade en barockträdgård som fick beröm av Carl von Linné. Den största investeringen i hennes liv var dock Andrarums alunbruk, som hon tog över under svåra ekonomiska förhållanden. Christina förvärvade bruket stegvis genom köp av pannor 1715 och bankens panter, vilket gav henne kontroll över dess verksamhet. Hon investerade en kvarts miljon daler silvermynt, en betydande summa för sin tid. År 1725 blev hon majoritetsägare, och trots motstånd från de tidigare ägarnas arvingar och långvariga rättsliga tvister, lyckades Christina behålla äganderätten till bruket. Arvingarna hävdade att Christina inte hade fullföljt köpet, men rättsliga tvister avgjordes till hennes fördel, först 1736 och senare i ett beslut från Fredrik I år 1741.
Under Christinas ledning blev bruket Nordens största alunproducent och Skånes enskilt största industriverksamhet. Produktionen ökade till 5 800 tunnor år 1728, en ökning på trettio procent. Den förbättrade lönsamheten berodde på högre alunpriser och effektivisering av produktionen genom centraliserat ägande. Christina var aktiv i exporten till hamnar i Bordeaux, London, Lübeck och Sankt Petersburg samt till Amsterdam, som var den största mottagaren. Hon hade goda handelskontakter i Hamburg och använde sitt eget fartyg, Capitaine Hook, för transport. Trots framgångarna mötte Christina protester från lokala skogsägare, som ansåg att ersättningen för virket var otillräcklig och transporterna alltför betungande. Även om klagomål förekom bekräftades brukets privilegier 1748, och protesterande skogsägare hotades med böter. Christina organiserade bruket som ett nästan självständigt samhälle. Cirka 200 personer arbetade där, och inklusive familjer omfattade brukets befolkning över 573 personer, vilket var ett avsevärt antal i jämförelse med den närbelägna staden Simrishamn med sina 700 invånare.

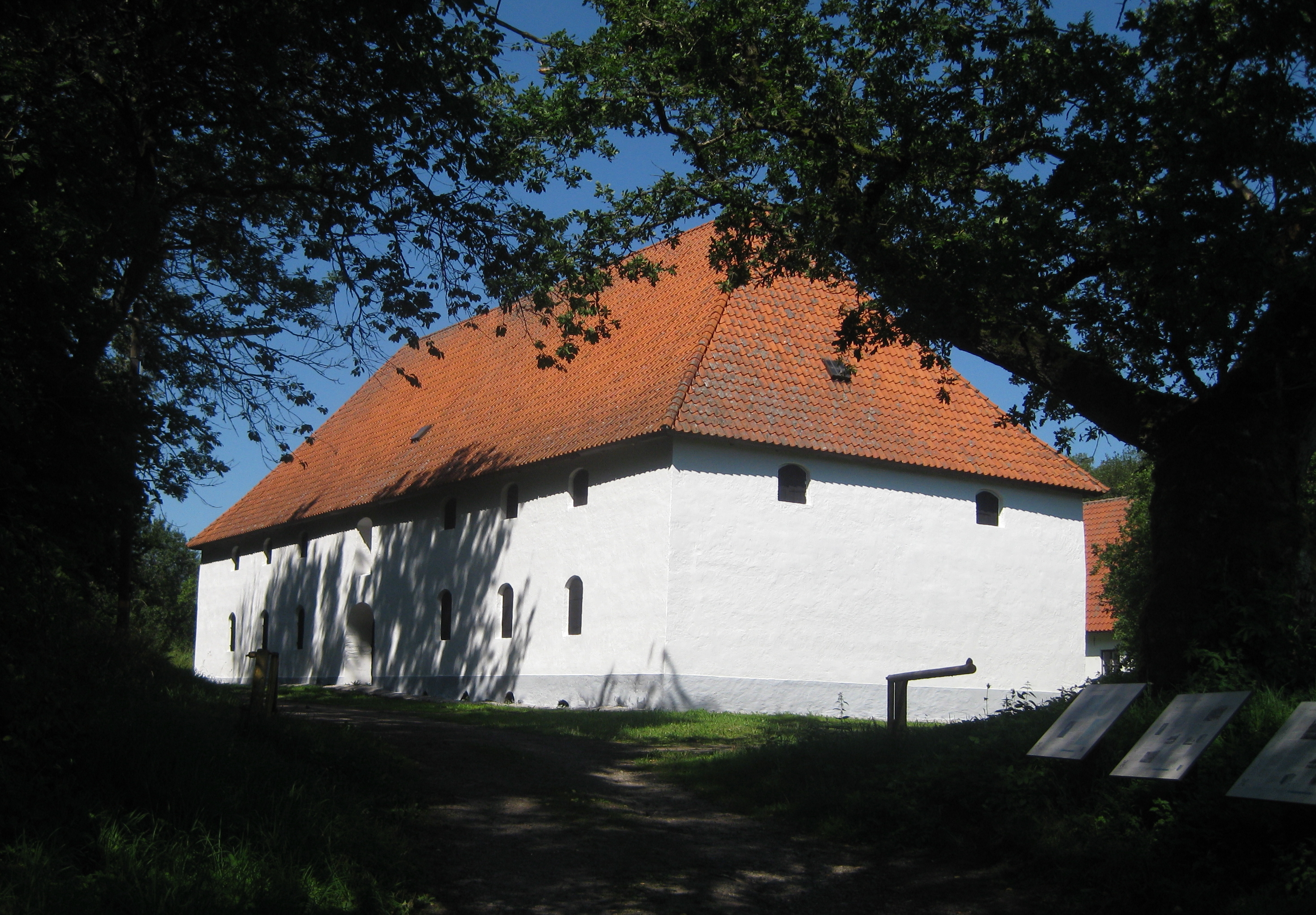
Magasinsbyggnad i Andrarums alunbruk.

Alunbruket beskrevs som en liten stad med hantverkare som apotekare, hattmakare och skräddare. Två krogar i bruket serverade öl, brännvin och tobak. Vid bruket fanns skolor, sjukvård och fattigvård, organiserade under Christinas patriarkala kontroll för att maximera arbetskraftens effektivitet. Arbetarna var tvungna att köpa sina varor från brukets försäljningsställen, vilket väckte missnöje och protester som ökade efter hennes död. Boendeförhållandena var enkla, och arbetarna fick fritt virke för att bygga hus. Bruket hade ett eget bergsting  som dömde i rättsfrågor samt ett eget fängelse. Kokningen av alun krävde stora mängder ved, och Christina fick privilegier att använda all skog inom två mil från bruket. Skogsägare klagade på den belastning detta innebar, men Christina fick sina privilegier utökade trots protesterna.
Christina var aktiv i att påverka politiska beslut kring skogsprivilegier och bruksdrift. Under hennes ledning blev protesterna mot hennes kontroll över skogarna så intensiva att myndigheterna till slut införde en straffavgift på 1 000 riksdaler för den som fortsatte att protestera. Efter många år av förhandlingar fick bönderna till slut rätt att hålla getter i skogarna, vilket visade sig vara en viktig rättighet för dem under den tid då boskapspesten härjade. Hennes verksamhet passade väl in i frihetstidens ekonomiska politik, där inhemsk industri prioriterades för att främja nationens välstånd. Hon använde skickligt systemet för att utöka sitt imperium av gods, bruk och handel. För att hantera sin växande verksamhet anställde Christina lojala bokhållare, kassörer och inspektorer, många av vilka stannade hos henne under lång tid. Hon höll noggrann uppsikt över affärerna och förväntade sig att hennes anställda levde anständigt och var föredömen.
En av hennes mest lojala medarbetare var Petter Holling, som följt Carl Piper i rysk fångenskap och senare arbetade som inspektor på Sturefors. Som belöning fick han ett hemman på livstid. Christina var en krävande men rättvis arbetsgivare och tog beslut baserade på råd från sina förtroendevalda. Hennes administration var omfattande och välorganiserad, och hennes personal förblev lojala tack vare ömsesidig respekt och god behandling.

### Den lokala politiken
Christina strävade efter att stärka sitt inflytande genom sitt jordägande och sin roll i lokalsamhället. Hon såg sin makt i de samhällen där hennes gårdar låg som central och försökte kontrollera viktiga ämbeten och institutioner. År 1721 såg hon en möjlighet att placera en lojal medarbetare, Fredrick Jonsson, som landssekreterare i Skåne. Genom sina kontakter, särskilt Axel Löwen som var nära vän med Skånes landshövding, försökte hon påverka utnämningen och erbjöd 300 riksdaler som bestickning. Samtidigt försökte hon placera sina egna män på andra viktiga poster, såsom tullnär i Ystad och bergsfogde i Andrarum.
Christina använde även kyrkan som en maktfaktor. Som godsägare och patronatsrättsinnehavare i Skåne kunde hon påverka prästtillsättningar och kyrkans ekonomi, vilket gav henne stark kontroll över lokalsamhället. En av hennes största maktstrider var den långvariga konflikten med baron Germund Cederhielm. Deras tvist började som en fråga om markrättigheter men eskalerade till en personlig fejd. När sockenstämman i Vist 1733 beslöt att bygga en ny kyrka i Sturefors, ställde Christina och Cederhielm krav på inflytande över byggnaden, prästval och privilegierade sittplatser. Förhandlingarna pågick i flera år, men de enades till slut om att dela på kostnaderna och Christina fick en egen läktare. Kyrkobygget, som tog tolv år, blev ett av de mest påkostade under tiden, delvis på grund av deras konkurrens.
Konflikter om kyrkans roll var inte ovanliga, och Christina såg sitt inflytande där som en förlängning av sin jordägarmakt. Hon använde sin position för att säkerställa att församlingarna hon styrde drevs på ett sätt som gynnade hennes intressen. Vid sidan av sin politiska och religiösa makt var Christina även engagerad i sociala frågor och välgörenhet. Hon hade ett stort intresse för att hjälpa de nödlidande i de områden där hon ägde egendom, och hon gav regelbundet donationer till fattighus och stöd till behövande. Hennes välgörenhet var riktad främst till områden där hon hade fastigheter, som Riddarholmen i Stockholm, Torup i Skåne och Andrarum, där hon även bekostade byggandet av ett hospital. Religiöst hade Christina en stark koppling till pietismen. Hon tog över översättningen av Johann Arndts skrifter, ett projekt hennes make Carl Piper påbörjat under sin fångenskap i Ryssland. Hon lät trycka upp böcker för att sprida dem, men blev lurad av boktryckaren Reinerus Reineri Broocman i Norrköping, som olovligen sålde upplagan. Trots en rättsprocess lyckades hon inte återfå kontrollen.
Samtidigt fortsatte Christina att utöka sitt jordägande. Hon var en strategisk investerare och köpte kontinuerligt egendomar för att stärka sin maktbas. Ett exempel var hennes försök att köpa Häckeberga slott, en gård hon länge haft i sikte. Förhandlingarna var svåra, men hon var villig att betala en stor summa för att säkerställa sin jordägande dominans. Hon hamnade dock i en juridisk tvist med egendomens ägare, Metta Sophia Bruin, som senare testamenterade egendomen vidare. Efter processen fick Christina rätt att lösa in Toppeladugård för 12 000 daler silvermynt och Björnstorp för 20 000 daler, medan Häckeberga förblev i Metta Sophia Bruins ägo tack vare ekonomiskt stöd från hennes anhöriga.

## Umgängesliv och nya investeringar (1730–1740)

### Umgänge och liv på Krageholm

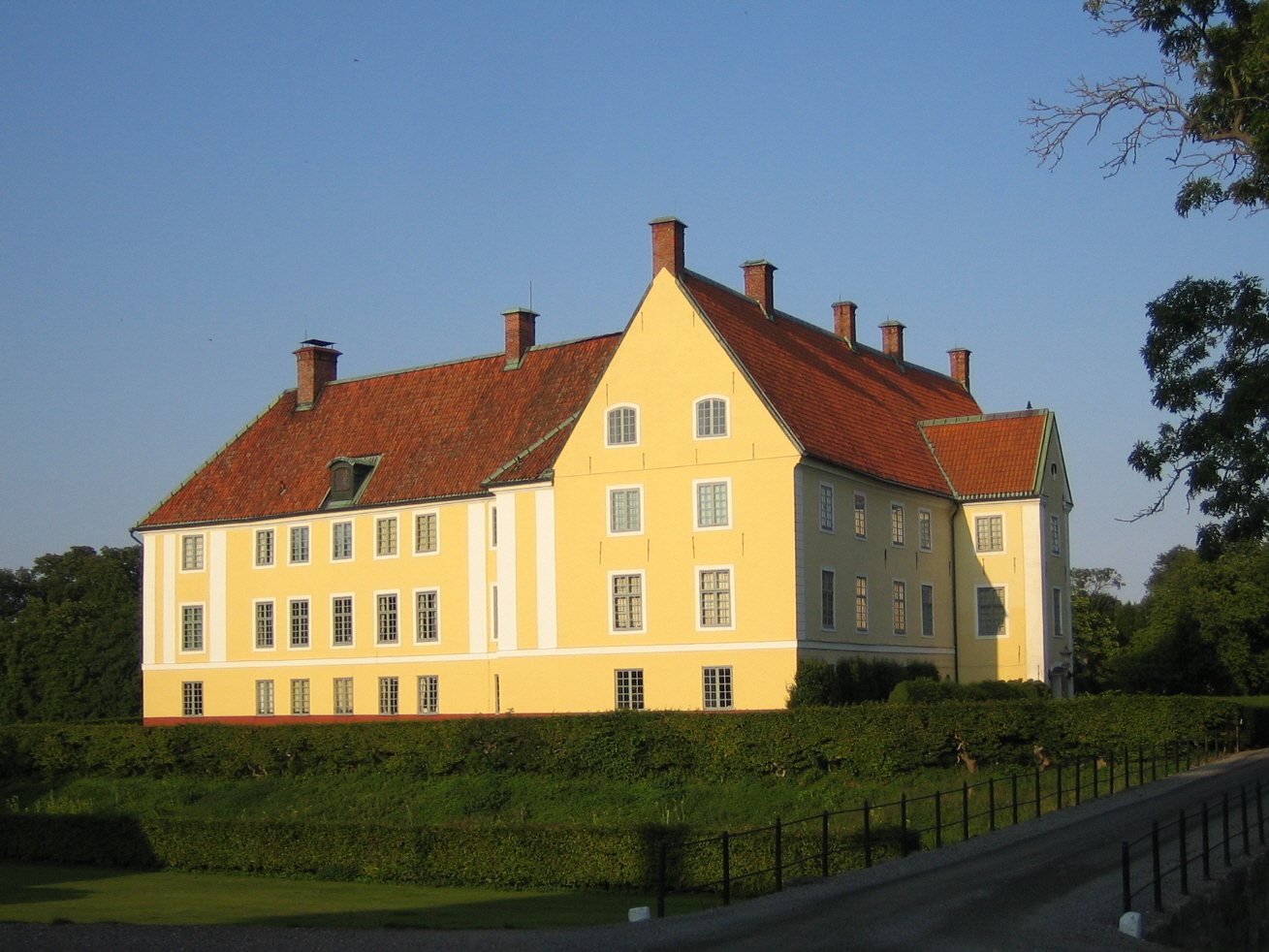
Krageholms slott (2005) i Sövestads socken i Skåne, som uppköptes av Christina 1704. Hon flyttade till slottet efter stora nordiska krigets slut 1721, varefter hon lät restaurera det och hade det som sin fasta bostad fram till sin död 1752. Slottet förblev därefter i den grevliga Piperska släktens ägo.

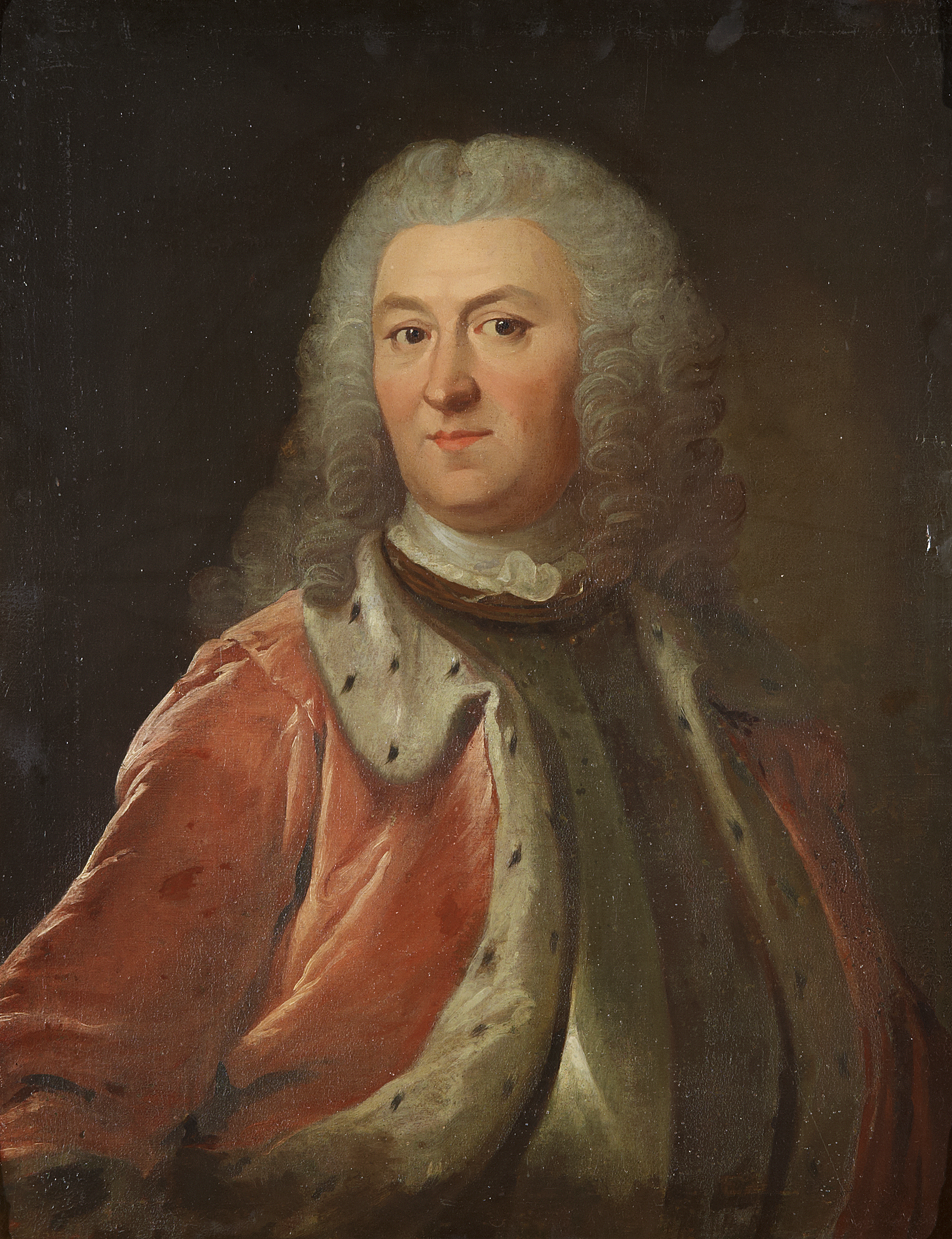
Christinas svärson Axel Löwen. Porträtt av Olof Arenius.

Vid Krageholm bodde Christina med sina barnbarn Eva Charlotta, Nils Adam och Christina Sofia Bielke. Hennes hushåll var stort och inkluderade officersänkorna Helena Kylander och Anna Maria Rudbeck, som varit nära vänner och följeslagare under många år. Hennes liv kretsade kring familjen, och hon omgav sig med tjänstefolk, inklusive hovmästare, kock, skräddare och kammarjungfrur. Christina anställde även konstnärer som Johan Jerling, som utsmyckade kyrkorna på hennes gods, bland annat Högestad, Sövestad och Andrarum.
Trots sin omfattande verksamhet var Christina starkt engagerad i sin familjs välfärd och utbildning. Dottersonen Nils Adam fick en informator, men Christina var missnöjd med valet, då han inte var tillräckligt kunnig i franska. Hon föredrog en mer erfaren och språkkunnig svensk, men fick acceptera beslut som togs av andra familjemedlemmar. Vid sidan av hushållsarbetet var Christina djupt religiös och höll dagliga andakter i sitt hem. Barnbarnen undervisades i moral av hovpredikanten och fransyskan Mertier. Christina hade ett bibliotek fyllt med religiösa texter men saknade verk av populära författare som Voltaire, Montesquieu, Jonathan Swift eller Daniel Defoe. För henne var litteratur ett sätt att stärka moralen snarare än underhållning. Hennes brev vittnade om ett strikt och ordnat liv utan plats för förströelse. Hon gav också döttrarna råd om hushållsfrågor och klädsel. Till sin svärson Axel Löwen skrev hon att hans fru Sofia Carolina behövde en bättre garderob för att upprätthålla familjens sociala status.
Sofia Carolinas äktenskap med Löwen var olyckligt, och Christina försökte stötta henne ekonomiskt och moraliskt. Hon oroade sig för att dottern tillbringade för mycket tid på landsbygden utan socialt umgänge. När dotterdottern Christina Helena fick en guvernant var Christina först skeptisk på grund av rykten om hennes tidigare anställningar, men hon valde att lita på henne. Christina var en stark matriark och tog aktivt del i familjens liv. När hennes gods hotades av oroligheter i Skåne kommunicerade hon med sina svärsöner och vidtog åtgärder för att skydda familjen. Hon hade tidigare utsatts för utpressning och oroade sig över de sociala spänningarna i området.
På 1730-talet drabbades Christina av flera förluster, däribland dottersonen Fredrik Vilhelm och flera barnbarn. Sofia Carolina födde en för tidigt född dotter som avled, och strax därefter insjuknade Sofia själv. Trots medicinsk hjälp från läkaren Kilian Stobæus förvärrades hennes tillstånd, och hon dog i maj 1732, endast 24 år gammal. Christina var djupt bedrövad över sin dotters död och kritiserade Löwen för att ha ordnat en alltför enkel begravning. Hon ansåg att Sofia förtjänade en mer värdig ceremoni, vilket skapade spänningar inom familjen. Sofia hade tidigare vädjat om hjälp från sin mor och bror, då hon var olycklig i sitt äktenskap. Efter Sofias död förändrades relationen mellan Christina och Löwen. Deras tidigare kommunikation bröts, och i sina brev till Löwen uttryckte Christina sin stora besvikelse över hans agerande. Samtidigt såg hon till att barnbarnet Christina Helena fick flytta till Krageholm för att få bättre omvårdnad.

### Juridiska tvister och ostindiska investeringar
Christina var en person som ofta hamnade i konflikt med omvärlden, inte minst på grund av de många rättsprocesser hon var involverad i. Hennes affärsinvesteringar, inklusive övertagandet av gårdarna Ängsö, Björnstorp, alunbruket och Sturefors, ledde till långvariga juridiska tvister. Hon var också involverad i familjerelationer som ofta krävde rättsliga uppgörelser, vilket tärde på hennes energi. Vid flera tillfällen beklagade hon sig över de många rättsprocesserna som ständigt pågick, och hennes son Carl Fredrik skrev ibland raljerande om hennes återkommande resor till Stockholm för att besöka hovrätten.
En särskild konflikt uppstod på 1730-talet när hennes barnbarn, Nils Adam och hans syskon, hade bott hos henne. Nils far Ture Gabriel Bielke ville att Nils skulle flytta till Stockholm och bo där permanent. Christina var starkt emot detta, dels på grund av Ture Gabriels dåliga ekonomi och dels för att hon ansåg att han inte var en bra far för Nils. Christina fruktade att hans ekonomiska misskötsel skulle påverka barnens arv negativt och ansåg att det vore bättre om barnen aldrig fötts än att ha en far som var till hinder för deras lycka. Christina vägrade att skicka Nils till Stockholm, där hon ansåg att han skulle utsättas för alltför mycket utsvävningar och risker för att bli sjuk. Hon hävdade att han behövde vila och vara i en lugn miljö, som på Krageholm, för att bevara sin hälsa. Trots att hon förstod Ture Gabriels längtan efter att ha sin son nära sig, insisterade Christina på att den bästa lösningen för Nils var att stanna hos henne ute på landet.
Under början av 1730-talet öppnades nya investeringsmöjligheter i Sverige genom bildandet av Svenska Ostindiska Companiet. Affärsidén gick ut på att skepp fraktade varor till södra Europa, där de byttes mot silver, som sedan fraktades vidare till Kina, Indien eller andra asiatiska marknader. Varorna, främst te, porslin, siden och kryddor, såldes sedan på auktion i Europa, vilket gav hög avkastning för investerarna. Trots risker som pirater och förlisningar visade det sig vara lönsamma affärer, och Christina var en av de tidiga och kontinuerliga investerarna. Hon var också intresserad av de exotiska varorna, med kinesiska tebord och spelbord som redan fanns i hennes hem. Christina fortsatte att investera i ostindiska expeditioner under hela sitt liv och köpte andelar i sex fartygsexpeditioner bara under 1746. De varor som auktionerades ut såldes till utländska uppköpare för vidare distribution i Europa. Även om det fanns en oro för att svenska konsumenter skulle köpa dessa dyrbara lyxartiklar, började varorna som porslin och te sprida sig i svenska borgar- och adelshem. Nya dryckesvanor som te och kaffe blev populära, och Christina inredde både Krageholm och Sturefors med kinesiska importvaror.
Utöver ostindiska investeringar deltog Christina också i andra affärsprojekt såsom det Levantiska kompaniet, som handlade med Turkiet och Mellanöstern. Trots politiskt motstånd och dåliga ekonomiska resultat fortsatte Christina att investera, även om det inte blev någon större vinst. Hon engagerade sig också i andra riskfyllda företag som försäkringsbolaget Assecurancecontoiret och Generaltullarrendesocieteten, som hanterade tullinkomster och organiserade lotterier. Christina var inte aktiv i den dagliga verksamheten i de handelskompanier hon investerade i, men hon var en viktig finansiär. Genom sina investeringar bidrog hon till att forma Sveriges ekonomiska landskap under frihetstiden.

### Christinehof

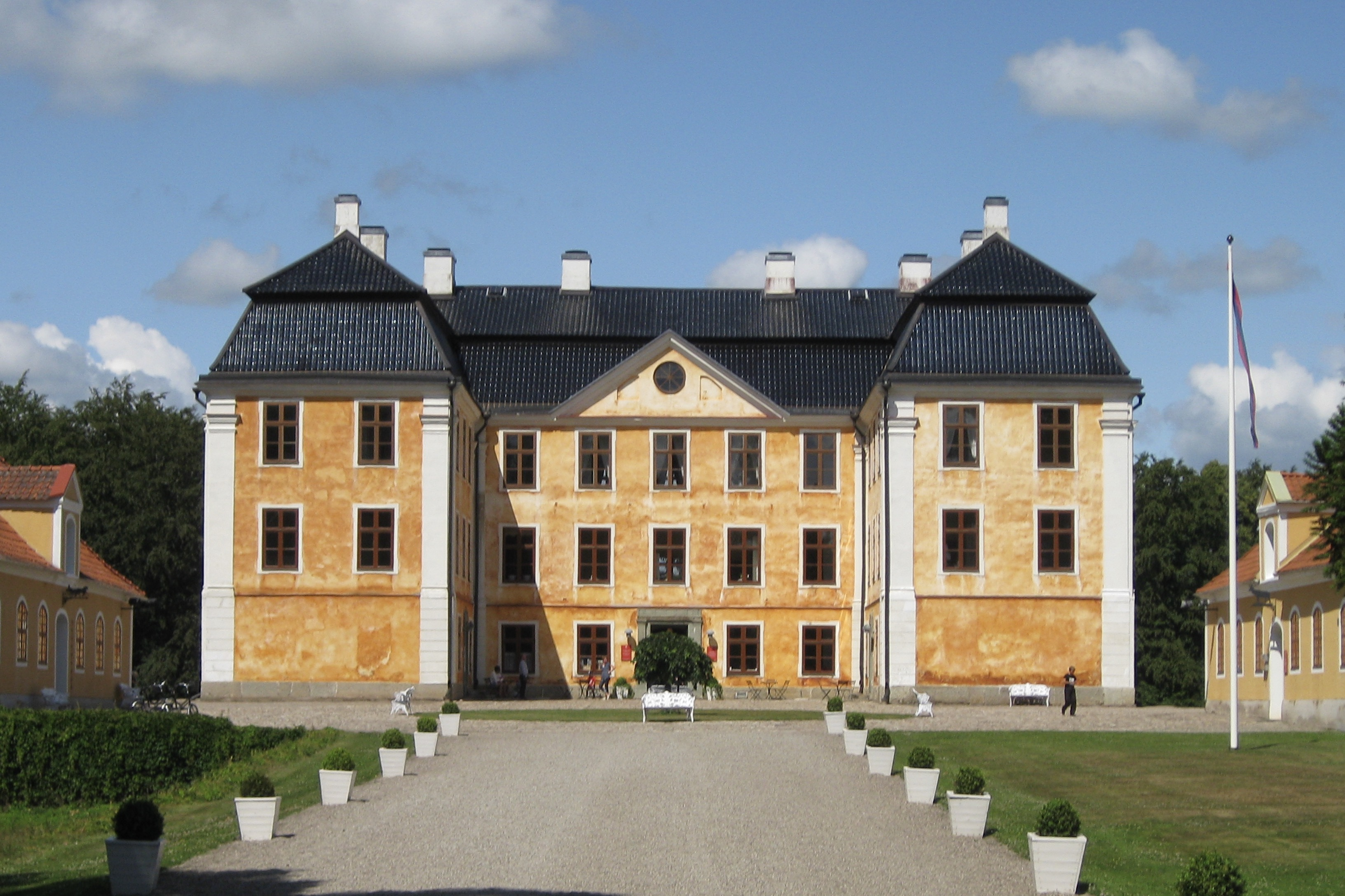
Christinehofs slott (2009) i Andrarums socken i Skåne, som uppfördes mellan 1737 och 1740 av Georg Mochelten på uppdrag av Christina Piper. Slottets syfte var för henne att kunna hålla kontroll över Andrarums alunbruk.

Mot slutet av 1730-talet beslutade Christina att bygga en ny bostad i Skåne, vilket skulle bli en av hennes mest kända egendomar – Christinehof. Hon lät riva en äldre sätesgård och ingick kontrakt med den okände fortifikationsmurmästaren Georg Mochelten för att bygga ett stort bostadshus vid alunbruket, men tillräckligt avlägset för att undvika svaveldoften. Christina valde att följa det karolinska stilidealet, trots att tidens trender var på väg att förändras. Byggnaden stod klar 1741 och fick namnet Nya huset, eller Andrarums gård. Huset hade tre våningar och en gulputsad fasad med grå sockel. Bottenvåningen rymde kök och utrymmen för hushållets personal, medan andra och tredje våningarna var avsedda för Christina och hennes familj, inklusive en stor matsal, en mäktig eldstad och en sängkammare med vackra dekorationer. I Christinas sovrum fanns en öppen spis med hennes monogram "CP" och kakelugnar för värme. Ett särskilt rum användes som hennes personligs apotek.
Trots att Christina hade sin fasta bostad på Krageholm, blev Nya huset en representativ bostad vid bruket och en symbol för hennes position i sydöstra Skåne. Det var inte bara ett praktiskt boende utan en manifestation av hennes rikedom och ställning. Huset användes mest för övernattningar när Christina besökte bruket och blev en viktig del av hennes arv. Efter hennes död kom huset att kallas Christinehof, men förblev mest ett monument över hennes energi och framgång.

## Sjukdomar och omsorgen för barnbarnen (1741–1749)

### Åren på Hässelbyholm

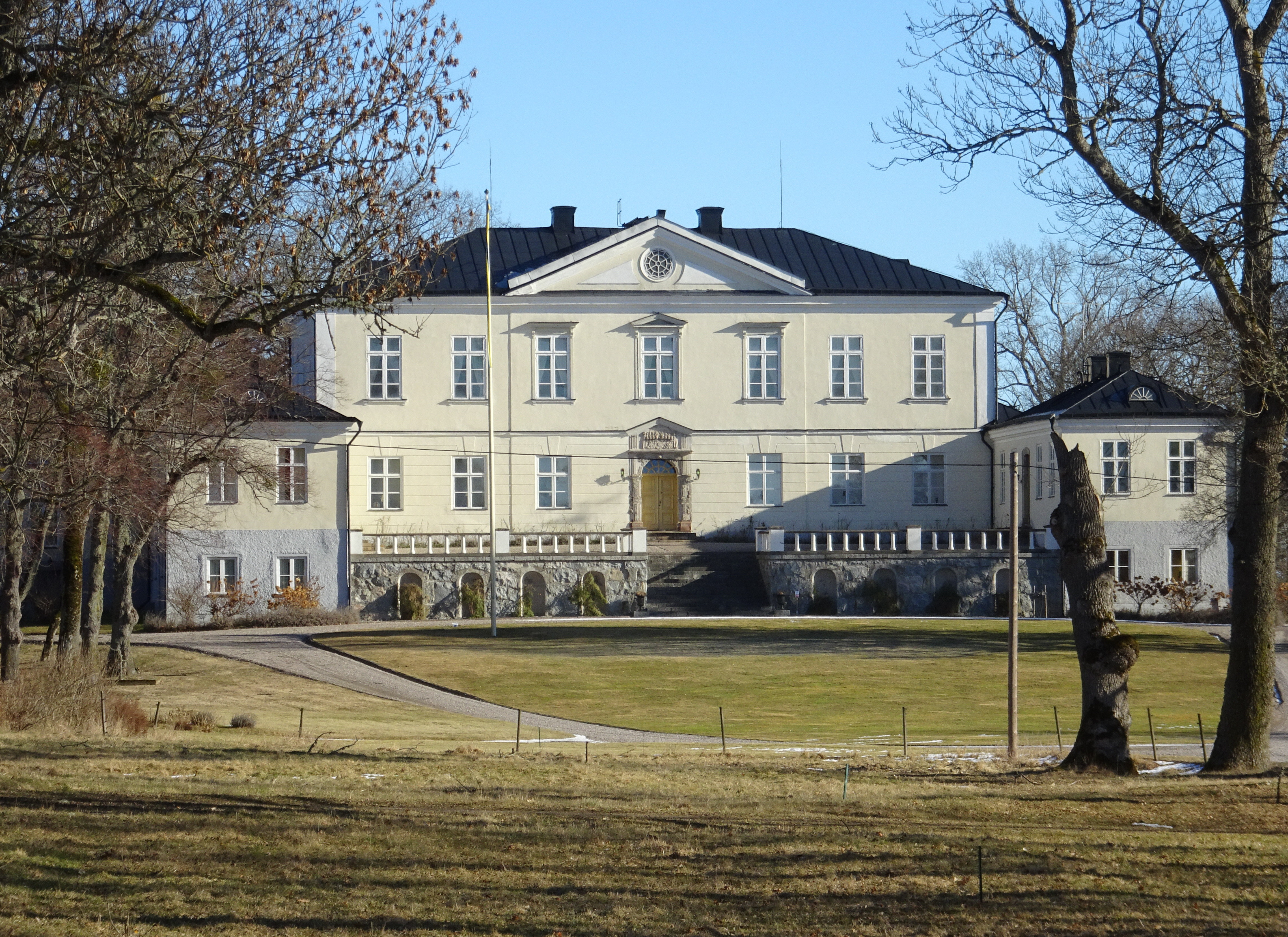
Hässelbyholm (2022) på halvön Fogdön vid Mälaren, där Christina bodde under perioder från och med 1745.

Sommaren 1741 befann sig Sverige i ett nytt krig med Ryssland, och Christina oroade sig för Skånes säkerhet, där hon fruktade att danskarna på nytt skulle försöka inta regionen. Hon förberedde en eventuell flytt till Sturefors, då hon hörde om den ryska ockupationen av Finland och de danska truppernas landstigningsplaner. Året därpå förvärrades situationen av oroligheter i Dalarna, vilket ledde till krigsscener i Stockholm där dalsländska bönder stred mot regeringstrupper. Christina blev orolig för säkerheten och erbjöd sin son och hans familj samt dottern Hedvig Maria och hennes familj att ta sig till Sturefors. Samtidigt som kriget rasade och Sveriges politiska situation var osäker, genomgick Christina också personliga förändringar. Efter att hennes bror Mikael Törnflycht avlidit 1738 blev hon den sista av syskonskaran. Brodern hade lämnat efter sig stora skulder och ett konkursbo, och Christina tog sig an att köpa hans förlorade gods Hässelbyholm i Strängnäs. Hon studerade noggrant objektet och köpte godset efter en viss konkurrens. Christina såg till att fordringsägarna inte skulle kunna komma åt hela köpeskillingen och var även mån om att hjälpa sin svägerska genom att ge henne möjlighet att behålla en del av beloppet.
Efter köpet av Hässelbyholm flyttade Christina till gården 1745 med sina barnbarn Eva Charlotta och Christina Sofia Bielke. Christina var nu 72 år gammal och hade blivit en mer förnöjsam boende på gården. Hon började snabbt få ordning på verksamheten där, och inspekterade noggrant gårdens alla delar. Hon satte i gång med att förbättra krogen, ordna kvarnen och säkerställa att alla bönder följde sina uppgifter. Anställda som inte följde hennes strikta regler riskerade att få förmaningar eller avsked, och Christina införde även strikta böter för svordomar. För att minska kostnaderna reducerade Christina de anställdas kontanta löner och gav istället betalt i naturaförmåner.
Trots att Christina var engagerad i att förbättra Hässelbyholm och i att köpa upp närliggande egendomar, påverkades hennes hälsa allt mer under dessa år. Hon drabbades av njurstensanfall och hjärtklappning och blev allvarligt sjuk 1748, vilket fick familjen att befara det värsta. Men Christina gav sig inte. Hon fortsatte vara aktiv inom affärslivet, och trots att hon inte lyckades köpa de gods hon spekulerade på, fortsatte hon att utöka sina egendomar. Under 1740-talet köpte hon fler gårdar i Skåne och i Västmanland, och 1750 avslutades ett köp av Springsta i Västmanland. Christina fortsatte att vara mycket aktiv trots sin höga ålder och hälsoproblem.

### Fideikommiss för eftervärlden
De förbättrade konjunkturerna för handel inom och utom Sverige under 1700-talets mitt gav ett gynnsamt ekonomiskt läge. Sveriges befolkning växte och med goda skördar, milda vintrar och en ökad handel växte möjligheterna för Christina och många andra. Jämfört med de förödande år som föregått denna period var dessa tider relativt stabila och positiva för affärslivet. Christina, som hade upplevt de tunga tiderna under och efter stora nordiska kriget, var nu angelägen om att säkerställa att hennes välbyggda imperium skulle bevaras för framtiden. Christina kom från borgarskapet, där hon var uppvuxen med en stark tradition att förvalta och hålla samman egendomar genom strategiska giftermål inom familjen. Detta förhållningssätt till förmögenheter och egendom var något som även den adliga klassen eftersträvade, eftersom jorden var deras största inkomstkälla och maktbas. Christina, som förlorat mycket under kriget, var medveten om hur snabbt rikedomar kunde förskingras, och därför ville hon inte att hennes framgångar skulle gå förlorade för framtida generationer. Hon var orolig för att hennes barn och barnbarn inte skulle ha förmågan att förvalta hennes egendomar och hålla dem intakta.
Från och med 1747, när Christina var 74 år gammal, började hon skapa en lösning för att bevara sitt imperium. Hon beslutade sig för att instifta fideikommiss, ett rättsligt arrangemang som skulle säkerställa att hennes egendomar inte skulle delas upp eller säljas vid hennes död. Fideikommisset innebar att egendomarna skulle tillfalla en specifik person inom familjen, utan att kunna säljas eller förloras genom skuld. För Christina var detta ett sätt att skydda familjens framtid, och i sin vilja att undvika ägosplittring genomdrev hon att de stora egendomarna skulle gå i arv utan att kunna förmentas. Christina valde att instifta fyra fideikommiss, varav två skulle tillfalla hennes son Carl Fredrik och hans ättlingar. Det första omfattade Andrarums gård, alunbruket och flera andra gårdar. Det andra var det västmanländska godset Ängsö. Dessa fideikommiss skulle övergå till Carl Fredrik eller hans manliga ättlingar. Ett tredje fideikommiss omfattade Sturefors och Viggbyholm, och skulle tillfalla dottersonen Nils Adam Bielke. Det fjärde fideikommisset, Hässelbyholm, gick till dotterdottern Eva Charlotta Bielke.
Fideikommisset som Christina etablerade var en säkerhetsåtgärd för att bevara hennes familjs förmögenheter i framtiden. Tanken var att egendomarna skulle gå i arv genom de manliga linjerna, och kvinnliga arvingar fick endast ta över om inga manliga efterträdare fanns. Detta stärkte den manliga arvsrätten och resulterade i att adelsjord alltmer kom att kontrolleras av män. Detta system gynnade den manliga adelns position och stärkte deras ekonomiska och sociala status. Christina såg till att egendomarna förblev i familjens ägo utan att delas upp, vilket var viktigt för att upprätthålla familjens makt och rikedom. De fideikommiss som Christina instiftade har haft en långvarig inverkan på familjens framtid. Idag kontrollerar hennes ättlingar fortfarande en betydande del av Skånes landyta. De skånska gårdarna som omfattades av fideikommissen har fortsatt att vara i släktens ägo, och tre av de fyra fideikommissen finns fortfarande kvar. Andrarum, nu Christinehof, och Sturefors tillhör fortfarande de släkter som fick arvet enligt Christinas vilja. Hässelbyholm, som först gick till Eva Charlotta Bielke, bytte med kungligt tillstånd ägare och blev en del av Björnstorp i Gyllenkroks släkt. Ängsö, som först var en del av Carl Fredriks fideikommiss, tillhör nu en stiftelse, men delar av egendomen är fortfarande i familjens ägo.
Det fanns kritiska röster mot systemet med fideikommiss under Christina Piper tid. Det gynnade i praktiken manliga arvingar, och när det var aktuellt att fördela egendomarna inom familjen missgynnades de yngre syskonen. Det var även många som ansåg att systemet var orättvist och ogynnsamt för kvinnor, eftersom det stärkte den patriarkala ordningen och innebar att kvinnor i många fall uteslöts från att ärva egendomarna. Även om Christina själv inte kunde förutspå att fideikommissinstitutet skulle bli föremål för kritik på 1900-talet, var det ett arrangemang som säkerställde familjens fortlevnad i flera generationer.

### Barnbarn och besvär
Christina var en kvinna som, trots sin stora förmögenhet och inflytande, ofta kände sig belastad av sina familjeåtaganden. I synnerhet var hon bekymrad över sina 35 barnbarn, en grupp som hon ibland kände som en tung börda snarare än en källa till glädje. Hon ansåg många av dem vara bortskämda och ekonomiskt oansvariga. Bland de värsta var de ribbingska barnbarnen, särskilt sönerna, som hon såg som lata och oförmögna att förstå de ekonomiska begränsningarna de levde under. Hon var också missnöjd med att deras föräldrar förväntade sig ekonomiskt stöd från henne, vilket bara ökade hennes frustration. De ribbingska barnbarnen, som var uppdelade i två grupper - de äldre som satsade på militär karriär och de yngre som studerade i Lund - var i hennes ögon ett exempel på de slösaktiga unga män som hon ansåg vara ansvarslösa. En av de mest problematiska var dottersonen Jan Ribbing, som inte bara agerade framfusigt och ibland far med osanning, utan också försökte utpressa Christina för ekonomiskt stöd. När Christina vägrade hjälpa honom skrev han ett brev där han hotade med att han skulle bli arresterad på grund av sina skulder och tvingas leva som en fattig man. Christina svarade kallt att han skulle behöva arbeta för sitt bröd, en tanke som var långt mer skrämmande för honom än för henne.
Christinas barnbarns giftermål var också en källa till oro och förhandlingar. Ett av de mest problematiska äktenskapsförslagen var dotterdottern Märta Stures äktenskap med Gustaf Abraham Piper. Christina var tveksam till frieriet, framförallt på grund av den ekonomiska osäkerheten för Märta om hon skulle bli änka, eftersom Gustaf Abraham hade fem barn från ett tidigare äktenskap. Trots sina egna tvivel gick Christina med på äktenskapet, men hon ställde som villkor att de tre yngsta barnen från Gustafs tidigare äktenskap skulle skickas bort för att inte belasta Märta ekonomiskt. Detta var ett exempel på hur Christina aktivt styrde sina barnbarns liv för att säkra deras framtid och bevara familjens förmögenhet. En annan av Christinas barnbarn, Kristina Helena Löwen, orsakade också bekymmer när hon gifte sig med Edvard Fredrik Taube, en man med som tjänade som schoutbynacht inom flottan men som var bror till kung Fredriks älskarinna. Christina såg detta äktenskap som ytterligare ett exempel på den moraliska nedgången i Stockholm, och betraktade det som ett syndens näste, eller "Sodom", vilket reflekterade hennes kritiska syn på huvudstadens umgänge.
Christina hade dock ett särskilt nära band med sina barnbarn Bielke. Nils Adam Bielke, som var en välutbildad och kulturellt intresserad ung man, hade Christina stor respekt för. Nils Adam blev kammarherre vid hovet och kom att ha en nära relation till kronprinsfamiljen, något Christina följde med stor stolthet. Eva Charlotta Bielke, som var en av Christinas favoriter, fick också hennes stöd när hon skulle gifta sig med Fredrik Gyllenkrok, en man av låg börd men som Christina ansåg vara respektabel efter en noggrann granskning. Christina såg till att Eva skulle göra ett bra val och att förhållandet var ekonomiskt hållbart. När Christina undersökte de ekonomiska omständigheterna kring Gyllenkroks frieri var hon noga med att säkerställa att han inte skulle bli en ekonomisk belastning för Eva. Hon ville även försäkra sig om att förlovningen skulle bli godkänd av Evas far Ture Gabriel Bielke, men mötte motstånd från honom. Christina anade att hans motvilja hade att göra med sårad stolthet, särskilt eftersom Christina tidigare hade förhindrat ett annat äktenskap som han själv hade godkänt. Efter några månaders förhalning gav Ture Gabriel slutligen sitt medgivande, vilket underströk Christinas starka inflytande över sina barnbarns livsval.

## Sista åren (1749–1752)

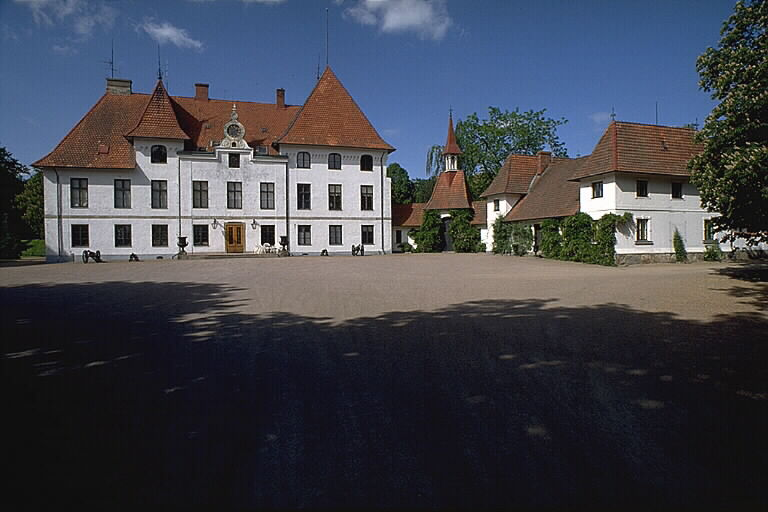
Björnstorps slott i Gödelövs socken i Skåne (1993), som uppköptes av Christina 1725. Hon började göra om slottet till en verklig herrgård och uppförde ett nytt tvåvåningshus i tegel, ritat av Carl Hårleman.

Sommaren 1749 var en hektisk period för Christina. Tillsammans med sina dotterdöttrar hade hon nyligen besökt Sturefors för att ordna inför framtiden och förbereda bröllopet mellan Eva Charlotta Bielke och Fredrik Gyllenkrok den 10 augusti. Efter att ha varit frånvarande från sina egendomar behövde hon inventera lösöret och inspektera alunbruket samt de skånska gårdarna. Samtidigt reste Carl von Linné genom Skåne och besökte flera av Christinas egendomar, där han studerade växtlighet, jordmån och alunproduktion. Han noterade den stora bränsleåtgången vid alunbruket, som lett till skogsbrist, samt de välordnade trädgårdarna och bevattningssystemen vid Krageholm.
Trots sina 76 år fortsatte Christina att förvalta sina gårdar och engagera sig i politiken. Hon kämpade för att skånska adelsmän skulle få exportera oxar, trots ett förbud som införts för att förhindra boskapssjuka. Genom sina kontakter i Stockholm fick hon igenom ett undantag. Sommaren 1751 inspekterade hon sina egendomar, inklusive Toppeladugård där hon odlade träd för försäljning, samt vinrankor och persikor som behövde skydd mot det kalla vädret.
Hösten 1751 präglades av dålig skörd och nya projekt. Christina planerade ett hospital för kvinnor vid alunbruket, men det färdigställdes först efter hennes död. Hon lät även uppföra ett nytt tvåvåningshus i tegel vid Björnstorp, ritat av Carl Hårleman. Trots sitt fokus på affärer följde hon den politiska utvecklingen med oro. Efter kung Fredrik I:s död 1751, varefter hans son Adolf Fredrik övertog den svenska tronen, förändrades maktbalansen och hennes dotterson Nils Adam Bielke blev allt mer involverad vid hovet under drottning Lovisa Ulrika. I januari 1752 gav hon sin son Carl Fredrik i uppdrag att se till att Fredrik Gyllenkrok skulle få ett lagmansämbete, ett tecken på hennes fortsatta engagemang i familjens framtid.
Vid början av 1752 började Christinas hälsa försämras. Efter en vinter med sjukdomar drabbades hon av halsfluss och tärande sjukdomar, som trots behandlingar inte ville gå över. Hennes huspräst rapporterade i januari att hennes krafter avtog. Trots sin sviktande hälsa försökte hon fortfarande påverka sin familjs framtid. I december 1751 hade hennes dotterdotter Eva Charlotta Bielke fått barn, och den nyblivne fadern Fredrik Gyllenkrok besökte Christina för att gratulera henne. Sjukdomen fortsatte att försvaga Christina, och hennes livs sista månader präglades av en önskan att förbli aktiv. Hon hade alltid styrt sin familj och sina egendomar med en järnhand, men nu kunde inte ens hennes starka vilja hindra sjukdomens framfart.

## Död och begravning

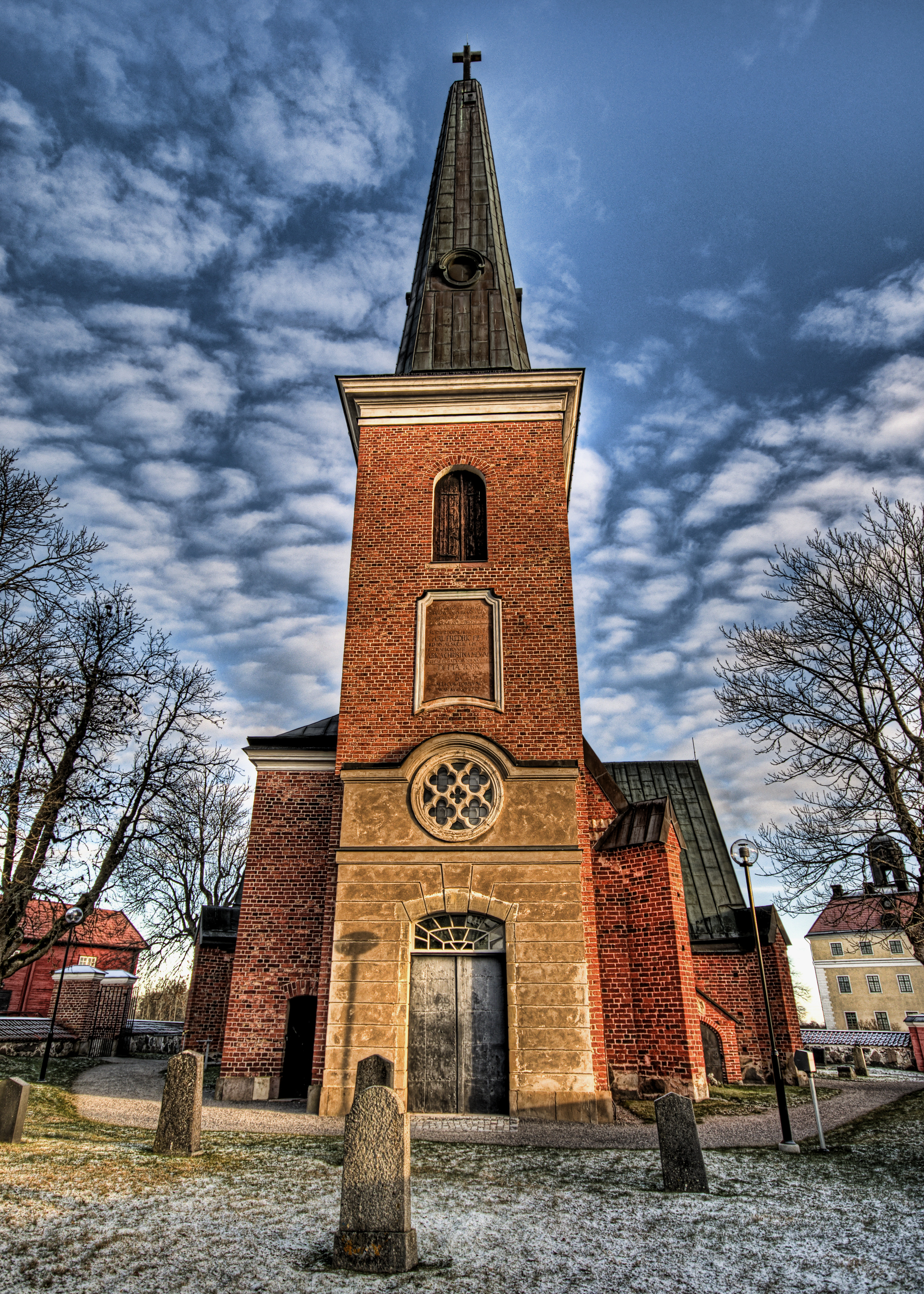
Christina begravdes i Ängsö kyrka på Ängsön i mellersta Mälaren.

Christina Piper avled stilla i sitt hem på Krageholm den 25 mars 1752, 79 år gammal. Hon efterlämnade ett omfattande arv och en noggrant planerad fördelning av sina tillgångar. Hennes död förlöpte lugnt, men processen som följde var rigoröst genomtänkt och organiserad, i enlighet med hennes egna direktiv. Allt som rörde hennes personliga tillgångar förseglades omedelbart efter hennes bortgång. De närvarande var främst hennes dotterdöttrar, Christina Sofia och Eva Charlotta, men båda var sjuka och kunde därför inte bevittna processen. I stället var det lagman Carl Hallenberg och professor Eberhard Rosén som utförde de formella åtgärderna och förseglade Christinas byråer, skåp och lådor. Det var tydligt att Christina hade förberett sin bortgång noggrant och ville säkerställa att hennes vilja genomfördes.
Christinas död markerade slutet på en livslång strävan efter att bygga och säkra en plats för sig själv och sin familj i historien. Hennes huspräst, Johannes Christopher Eberstein, höll en likpredikan där han hyllade Christina för hennes "goda kamp". Han jämförde hennes strider med de svårigheter som den rike hade att möta för att komma in i Guds rike, där hon hade kämpat mot frestelser i en värld av rikedom och makt. Christina, som styrts av sin gudsfruktan, beskrevs som en kvinna som förmått stå emot dessa frestelser och fortsatt leva som en god kristen trots sin rikedom. Hennes generositet och engagemang i välgörenhet var centrala teman i likpredikan. Hon hade byggt och dekorerat kyrkor, låtit översätta och trycka uppbyggelselitteratur samt givit gåvor till de behövande i det tysta. I Ebersteins ögon var Christina en god hustru, mor och kristen kvinna, men hans beskrivning rörde endast ytligt vid de mer världsliga prestationerna. Hennes extraordinära arbete inom industri, handel och godsverksamhet nämndes inte i detalj, trots att detta var det som verkligen hade skapat hennes rika arv och inflytande. Det var snarare som en from och god kvinna som Christina skulle bli ihågkommen, en kvinna som med sin rikedom hade agerat för familjens och samhällets bästa, men ändå bibehållit en kristen ödmjukhet. Hon lades till sin sista vila bredvid sin make Carl i Ängsö slott den 8 maj 1753.

## Christinas arv
Christinas död efterlämnade ett mycket stort arv, som noggrant inventerades under de första dagarna i juni 1752. Hennes arvingar, eller deras ombud, reste till alla hennes egendomar för att genomföra bouppteckningen, som var omfattande och inkluderade allt från träbunkar på Björnstorp till hennes magnifika silverservis på Sturefors. Bouppteckningen visade också att hon hade lån på drygt en kvarts miljon riksdaler, mycket av dessa lån som hon hade beviljat staten och privatpersoner utan ränta. Det blev tydligt att Christina varit en generös kvinna, även när det gällde privata lån. Egendomarna fördelades genom hennes instiftade fideikommiss. Hennes son Carl Fredrik fick Krageholm, medan dottern Hedvig Maria ärvde Björnstorp, Assartorp och Ugglarp i Skåne. Springsta och Piperska muren hade redan tillfallit Carl Fredrik genom gåvobrev. Hennes stockholmshem skulle säljas enligt hennes vilja. Dottersonen Fredrik Ribbing och hans syskon fick också ta del av arvet, men Christina hade hållit tillbaka en stor del av pengarna för att täcka ett stort lån som dottern Ulrika Eleonora Ribbing tidigare hade tagit hos henne. De Ribbingska arvingarna var de som blev mest missnöjda med arvsfördelningen och ansåg att de blivit förbigångna i fördelningen av de stora tillgångarna.
Många av de anställda på Christinas gårdar och företag fick också förmåner från hennes dödsbo. Bland annat gav Christina en särskild gåva till bergsfogden Troberg vid alunbruket och pigorna Greta Rättwick och Lotta Holm. Hennes sekreterare, Hölling, fick en pension, medan sällskapsdamerna Anna Maria Rudbeck och Helena Kylander också fick en del av arvet. De flesta andra anställda fick inte direkta arv men förblev kvar i sina anställningar, där deras jobb och positioner gick i arv. Trots att arvsfördelningen var noggrant planerad av Christina, uppstod kritik från vissa av arvingarna. Främst Carl Fredrik och hans efterkommande, samt barnbarnen Bielke, var välförsedda med egendomar och pengar, medan de Ribbingska barnbarnen kände sig förfördelade. Det fanns klagomål på att arvet fördelats på ett orättvist sätt, med de Bielkeska barnbarnen som fått mer än de andra. Detta ledde till att Hedvig Maria protesterade över sin "ringa andel" och att flera andra arvingar gick samman och argumenterade för en förändring av fördelningen. De ansåg att fördelningen gick emot Christinas egna önskningar om familjens enhet och sammanhållning. De ansåg att den nuvarande fördelningen skulle skapa slitningar inom familjen, något som Christina själv hade velat undvika. Även om klagomålen på arvsfördelningen var starka, höll sig grundprinciperna i Christinas vilja, och egendomarna förblev i huvudsak intakta. De stora gårdarna och fideikommissen bevarades för framtiden. Det gjordes några justeringar mellan arvingarna, men själva strukturen förblev densamma som Christina hade planerat. Hennes beslut om att hålla samman familjens stora jordegendomar för framtiden stod fast, och hennes arvingar, trots protester, fick acceptera den fördelning som hon hade skapat.

## Eftermäle

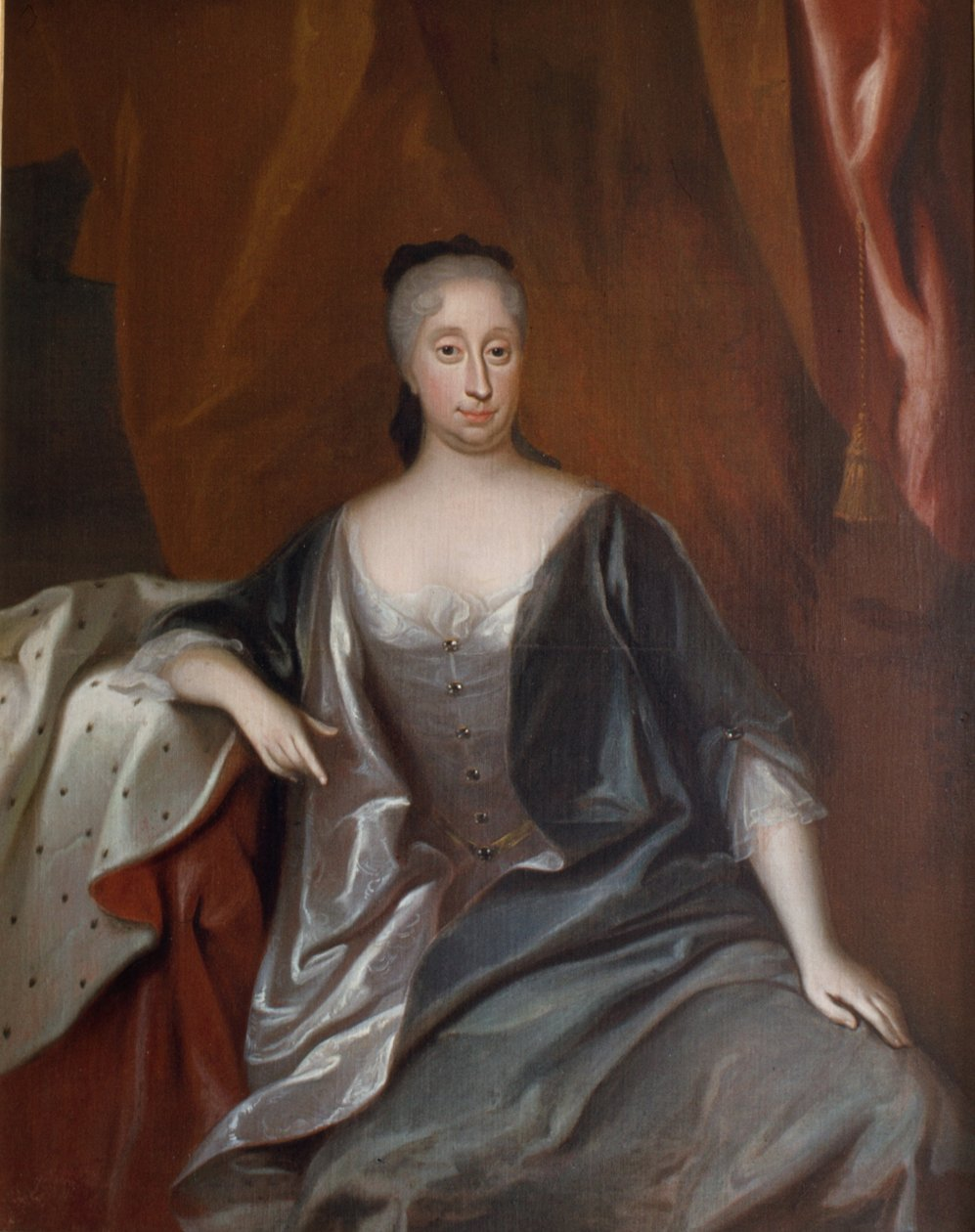
Christina Piper av Georg Engelhard Schröder.

Christina och Carl Piper var två individer som trots sin framgång och inflytande kämpade mot systemet och de samhälleliga strukturer som begränsade deras potential. Deras latinska motto "Nulla cum pondere quies" (ingen ro med börda) sammanfattade deras livsupplevelse av ständig stress och ansvar. Christina och Carl kom från lägre sociala skikt än adelsfamiljerna och behövde ständigt kämpa för sina positioner. Carl hamnade ofta i skuggan av de etablerade adelssläkterna men fick senare en möjlighet att klättra i samhällets hierarki. Christina mötte ytterligare hinder i form av ett patriarkalt samhälle som gav män fördelar när det kom till utbildning, ekonomi och politik. Trots dessa utmaningar kämpade de för sina rättigheter och strävade efter att etablera sig på egna meriter. De utmanade adelns föreställningar om bördsföreträde och kämpade medvetet för att förändra sina omständigheter. Christina kämpade för sina rättigheter som företagare och jordägare. Hennes framgångar var mer ett resultat av hennes entreprenörskap än ett uttryck för någon feministisk agenda. Hon förespråkade inte kvinnors rättigheter i allmänhet, utan sina egna rättigheter att vara framgångsrik och inflytelserik. Hennes handlingar visar på en kvinna som på sina egna villkor navigerade ett samhälle som var fientligt mot kvinnor.
Christina var en ovanligt framgångsrik entreprenör och en av de mest förmögna individerna i Sverige under 1700-talet. Hon byggde ett industriimperium och investerade i jordbruk, handel och industri, vilket gav henne ekonomisk makt och inflytande. Trots sin framgång diskuterade hon sällan de begränsningar som fanns för kvinnor i samhället. Hon fungerade inom de ramar samhället gav henne och skapade ett patriarkalt system för sina ägodelar, vilket gjorde det svårt för hennes döttrar att ärva hennes förmögenhet. Hon förberedde Carl Fredrik, inte någon av döttrarna, att överta verksamheten. Trots att hon inte var en förespråkare för kvinnors rättigheter blev Christina ofta framställd som en normbrytare och en ovanlig kvinna. Denna bild speglade snarare moderna föreställningar än den verklighet kvinnor levde i på 1700-talet. Det var inte ovanligt med framgångsrika kvinnor, särskilt änkor som drev gods efter sina mäns död, men Christina var exceptionell för sin affärsframgång, inte för att hon var kvinna. Christina och Carl fick stor makt och inflytande i samtiden och var båda centrala figurer i sina respektive samhällen.
Christina var inte direkt involverad i statens politik på samma sätt som Carl, men hennes inflytande över sin man var betydande. Som mäktig grevinna styrde hon över gårdar och människor. Många vände sig till henne för hjälp, från furstar till vanliga människor. Hennes inflytande över befordringar och karriärmöjligheter var stort, men ifrågasattes av vissa. Det fanns situationer där hennes rekommendationer inte ledde till resultat, och Carl valde att inte stödja personer som Christina ville hjälpa. Hennes ekonomiska avtryck har haft störst betydelse i efterhand. Som framgångsrik investerare och godsägare byggde hon ett jordbruks- och industriimperium. Hon var villig att ta risker och investerade i områden som inte var självklara vid den tiden. Hennes engagemang i att bygga kyrkor, anlägga trädgårdar och sprida religiös litteratur gjorde att hon kom även att ses som en kulturgivare. Hennes ekonomiska framgångar och kulturinvesteringar lämnade ett bestående avtryck. Christina och Carl var en del av en samhällsförändring där kompetens och lojalitet till staten blev viktigare än social status. Christina var en föregångare inom näringslivet och den kvinnliga affärsvärlden. Hennes förmåga att skapa ett jordbruks- och industriimperium gör henne till en modern förebild för kvinnligt företagande.
En av Christinas barnbarn, Carl Fredrik Pipers dotter och senare godsägare Stina Piper, hade som ung flicka tagit intryck av sin farmoders framgångsrika karriär, liksom av sin mormor Christina Anna Bielke och mormorsmor Eva Horn af Björneborg. Dessa tre kvinnor var starka och självständiga dels för att de var änkor, dels i kraft av sina ägodelar och den makt som börd och rikedom gav. De styrde och ställde i sina små godsegendomar och i farmoderns fall var det inte frågan om några småriken, utan om ett jättelikt godsinnehav krönt av en industriverksamhet.
Christina Piper har gett namn åt ett av Skånetrafikens Pågatåg. Hon gav även upphov till kulturföreningen Christinas Wänner, som startades 2016 och arrangerar guidade visningar av Christinehofs slott och Andrarums alunbruk och utställningar om bland annat Christina Pipers liv.